# Termieten
Termieten (Isoptera) zijn een relatief kleine groep van op het land levende, kolonievormende insecten. Alle soorten zijn planteneters die van bladeren en dood hout leven. Hun monddelen en ook hun darmen zijn hierop aangepast; termieten dragen eencelligen in hun ingewanden die cellulose kunnen verteren. Van enkele honderden soorten is bekend dat de dieren door hun hout-etende levenswijze grote schade aan kunnen richten aan gebouwen, kunstvoorwerpen en voedselgewassen. Termieten zijn relatief kleine insecten en worden in de regel vier tot vijftien millimeter lang.
Alle termieten vormen kolonies. Termieten zijn de enige groep van sociale insecten die niet tot de vliesvleugeligen (Hymenoptera) behoren. Vanwege het bleke uiterlijk van sommige individuen worden ze ook wel witte mieren genoemd, hoewel termieten niet verwant zijn aan de mieren. Een belangrijk verschil is de voedselkeuze; mieren zijn vaak vleeseters – in tegenstelling tot de termieten die altijd van plantaardig materiaal leven. Mieren behoren zelfs tot de belangrijkste vijanden van termieten.
De meeste soorten leven ondergronds of maken deels bovengronds gelegen nesten die erg groot kunnen worden. Een termietenkolonie kan honderden tot miljoenen individuen bevatten. Bij de meer gespecialiseerde soorten komen verschillende vormen voor die de kasten worden genoemd. Deze kasten bestaan uit zowel mannetjes als vrouwtjes, zij bouwen het nest en voeden de andere termieten (werkers) en andere bewaken het nest en jagen vijanden weg (soldaten). Iedere kolonie heeft een koningin en een koning, die samen voor het nageslacht zorgen.
Termieten komen over bijna de gehele wereld voor. Ze leven voornamelijk in tropische en subtropische gebieden, soms in gematigde streken of zeer hete omgevingen zoals woestijnen. Termieten leven oorspronkelijk niet in westelijke en noordelijke delen van Europa. Het is de enige invloedrijke groep van insecten die hier niet van nature voorkomt. Sinds enige decennia worden sommige soorten echter steeds vaker gezien en lijken zich hier te vestigen. 

## Naamgeving
De naam termieten is afgeleid van het Latijnse woord tarmes, een term die werd gebruikt voor verschillende kleine, in het hout levende wormachtige diertjes. De naam termes werd dus niet specifiek voor termieten gehanteerd maar hiermee werden alle kleine dieren aangeduid die gangen in hout maken. Voorbeelden zijn in het hout levende keverlarven, maar ook wel rupsen van vlinders die een hout-etende levenswijze kennen. De naam termes kan hierdoor vrij vertaald worden als 'houtworm'. In veel andere talen wordt een afleiding van de naam 'termes' gebruikt, zoals het Engelse 'termite' en het Franse 'termites'. In Indonesië worden termieten wel aangeduid met de naam 'rayap', wat 'boorder' betekent. In Suriname worden de dieren 'houtluizen' genoemd, niet te verwarren met de insecten uit de orde stofluizen (Psocoptera) die ook wel onder deze naam bekend staan.
De wetenschappelijke naam van de termieten is Isoptera, deze naam is afgeleid uit het Grieks en betekent gelijke (iso) vleugels (ptera). Wat betreft hun naam zijn ze te verwarren met de Homoptera, deze naam betekent ook gelijkvleugeligen. De naam Isoptera slaat op het feit dat de voor- en achtervleugels van gevleugelde exemplaren gelijkvormig zijn. De meeste insecten worden vertegenwoordigd door ongelijkvleugelige vormen, zoals de kevers en de vlinders.

## Taxonomie en indeling

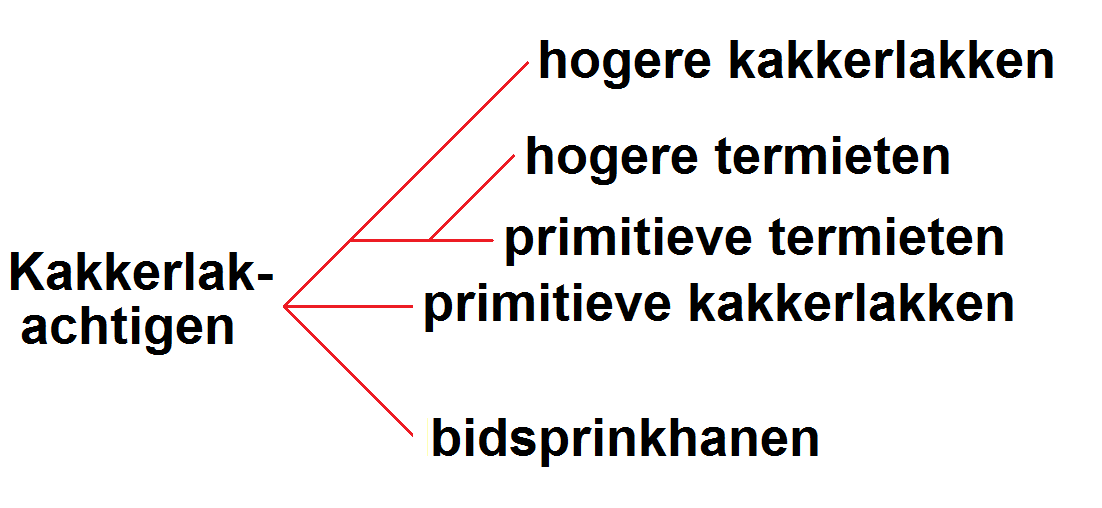
Een versimpelde weergave van de relaties binnen de kakkerlakachtigen

Termieten behoren samen met de kakkerlakken (Blattodea) en de bidsprinkhanen (Mantodea) tot de superorde kakkerlakachtigen (Dictyoptera). De belangrijkste verschillen tussen deze drie groepen is de stand van de monddelen ten opzicht van de kop. Bij de termieten zijn de monddelen naar voren gericht, dit wordt wel prognaat genoemd. Bij de bidsprinkhanen zijn de monddelen naar onderen gericht (hypognaat) en bij de kakkerlakken zijn de monddelen naar achteren gericht (opistognaat). De drie groepen kunnen ook worden onderscheiden aan het aantal ocelli, dit zijn de kleine enkelvoudige oogjes op het midden van de kop. Bij kakkerlakken komen deze niet voor en bidsprinkhanen hebben drie ocelli die iets boven de ogen gepositioneerd zijn. Bij de termieten is de middelste ocellus verdwenen waardoor ze slechts twee ocelli bezitten.
De kakkerlakachtigen zijn verdeeld in drie groepen die de rang van epifamilie (tussenfamilie) hebben. Dit zijn de Blattoidae (waartoe alle kakkerlakken behoren), de Termitoidae (alle termieten) en een derde groep, de Cryptocercoidae. Deze laatste groep wordt slechts vertegenwoordigd door een enkele familie; de Cryptocercidae. De vertegenwoordigers van deze groep worden gezien als een tussenvorm van de kakkerlakken en de termieten. 
Termieten worden net als andere insecten voornamelijk ingedeeld op basis van de adering van hun vleugels. Bij de termieten zijn de verschillende groepen ook aan andere kenmerken te onderscheiden, zoals een Y-vormige naad aan de voorzijde van de kop. Deze naad is aanwezig bij de soorten uit de families Mastotermitidae, Hodotermitidae, Archotermopsidae, Stolotermitidae en Kalotermitidae. Bij de soorten uit de families Rhinotermitidae en Termitidae is deze structuur minder goed zichtbaar of zelfs volledig verdwenen.
Er zijn wereldwijd ongeveer 2970 verschillende soorten bekend (juli 2023). Vermoedelijk zijn er ongeveer 500 tot 1000 soorten nog niet wetenschappelijk beschreven. Termieten worden verdeeld in negen families. 
Termieten worden verdeeld in twee groepen, de basale of lagere termieten die meer primitieve kenmerken bezitten, en de geavanceerde of hogere termieten die zich evolutionair gezien verder hebben ontwikkeld. Opmerkelijk is dat de hogere termieten veel lichaamskenmerken hebben verloren, zo hebben zij bijvoorbeeld meestal geen ogen, een lager aantal tarsus- en cercusleden (geledingen aan de voet respectievelijk achterlijfaanhangsel) en gereduceerde geslachtsorganen. Met de term hogere termieten worden de soorten uit de familie Termitidae bedoeld, die ongeveer zeventig procent van alle termieten vertegenwoordigt. Alle andere families worden als lagere of primitieve termieten aangeduid.

### Onderzoek naar termieten

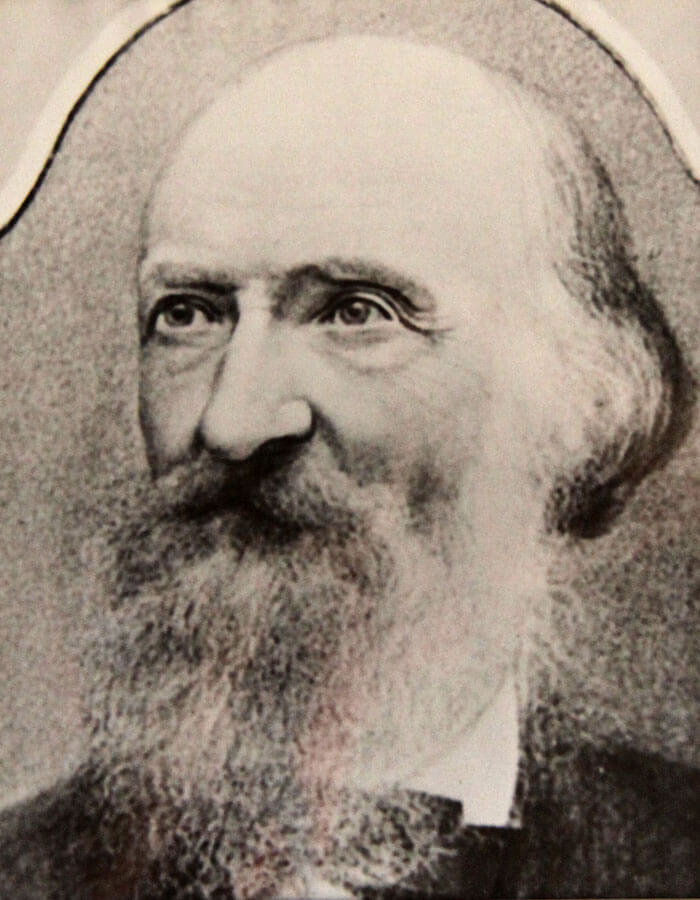
Fritz Müller deed onderzoek naar de samenleving van termieten

De soort Termes fatalis was de eerste termiet die een wetenschappelijke naam kreeg (als Termes fatale) en werd beschreven door Carl Linnaeus in 1758. In die tijd wist men nog vrijwel niets over de verwantschappen met andere insecten of de levenswijze van de termieten. De meeste soorten termieten vormen net als mieren grote kolonies waarbij de verschillende individuen vaak uiteenlopende taken hebben of zelfs een geheel andere uiterlijk vertonen. Veel vroegere natuuronderzoekers zagen de termieten daarom als een groep van insecten die wel sterk verwant móest zijn aan mieren.
De Duitse entomoloog Johann Gerhard König (1728–1785) onderzocht termieten in zuidelijk India. Zijn publicatie uit 1779 wordt gezien als het eerste echte onderzoek naar de termieten. De Britse natuuronderzoeker Henry Smeathman (1742–1786) schreef een door de Royal Society of London gepubliceerde brief waarin hij de ingewikkelde levenswijze van de termieten uit de doeken deed. De interesse van wetenschappers werd door deze twee publicaties gewekt en sindsdien kwam het onderzoek naar de insecten op gang.
Eugène Marais was een Zuid-Afrikaanse bioloog die termieten onderzocht en het boek "The Soul of the White Ant" schreef (Afrikaans: "Die Siel van die Mier"). Hierin legde Marais een verband tussen termietenkolonies en samenlevingen van mensen. De Duitse bioloog Johann Friedrich Theodor Müller (1821–1897) ontdekte al in 1874 dat sommige termieten geen werkers hebben en bij andere soorten ontbreken de soldaten. De Zuid-Afrikaanse entomoloog Sydney Harold Skaife (1889–1976) deed veel onderzoek naar de soort Amitermes atlanticus die in Zuid-Afrika voorkomt. Hij was een van de eersten die de levenswijze van de termieten binnen het nest heeft onderzocht.
De Amerikaan Guy Chester Crampton was in 1938 de eerste die de kakkerlakken, de termieten en de bidsprinkhanen binnen een enkele groep plaatste (Panisoptera) op basis van de kenmerken van de kop en de legboor. Het idee dat kakkerlakken en bidsprinkhanen nauwer aan elkaar verwant waren was echter meer algemeen en de twee groepen werden in de Dictyoptera geplaatst. De termieten kregen een eigen orde, de Isoptera. Deze naam van de termieten werd voor het eerst geopperd door de Fransman Gaspard Auguste Brullé in 1832.
Tot de negentiende eeuw werden termieten beschouwd als mogelijk verwant aan de netvleugeligen, de oorwormen, de stofluizen of de webspinners. In 1868 werden termieten door de Amerikaans-Duitse entomoloog en arts Hermann August Hagen (1817–1893) voor het eerst gelinkt aan de kakkerlakken. Termieten worden ook wel 'witte mieren' genoemd, hoewel ze niet verwant zijn aan de mieren. Onder andere König heeft de term witte mieren gebezigd maar deze naam wordt al gebruikt sinds de oudheid en termieten werden ook in latere publicaties met deze naam aangeduid.

## Evolutie

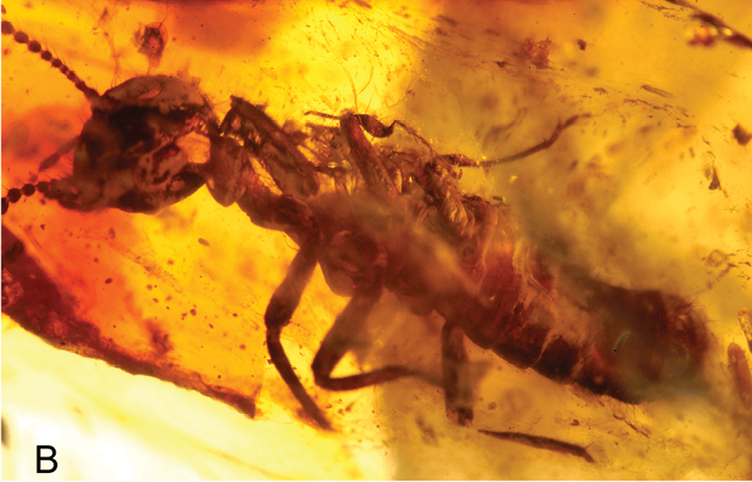
Prostylotermes kamboja is een uitgestorven soort die leefde in het Ypresien.

Termieten lijken uiterlijk meestal niet op kakkerlakken en vroeger werden ze naast deze insecten als een aparte groep gezien. Tegenwoordig beschouwen biologen de termieten als een sterk gespecialiseerde groep van de kakkerlakken.  Kakkerlakken leven vaak in grote aantallen in groepen en tolereren elkaar in verschillende stadia. Dit wordt subsociaal genoemd en er zijn geen eusociale kakkerlakken met kolonies bekend waarbij de individuen verschillende rollen hebben en er anders uitzien. Termieten zijn het sterkst verwant aan de kakkerlakken uit de familie Blattidae. Samen met de familie Cryptocercidae vormen de Blattidae op hun beurt een aparte clade binnen de indeling van de kakkerlakachtigen. Er zijn vele uitgestorven soorten bekend, zoals de ongeveer 50 miljoen jaar oude Prostylotermes kamboja uit het Ypresien. De meeste termieten verschillen nauwelijks van hun voorouders, slechts enkele geslachten kunnen worden beschouwd als groepen die recentelijk zijn ontstaan.

### Ontstaan uit kakkerlakachtigen
De juvenielen van kakkerlakken uit de familie Cryptocercidae lijken uiterlijk op termieten. De vertegenwoordigers van de Cryptocercidae worden als een sterk op termieten gelijkende groep van kakkerlakken beschouwd. Ze leven net als termieten van hout en hebben in hun darmen met termieten vergelijkbare cellulose-verterende eencellige symbionten. De juveniele exemplaren beschikken nog niet over de darmbacteriën van de volwassen dieren die ze in staat stellen om cellulose te verteren. Ze eten de anale afscheidingen van hun oudere soortgenoten (anale trophallaxis) om de darmen te enten en zijn vervolgens ook in staat om cellulose te verteren. Volwassen exemplaren scheiden echter geen cellulose-verterende eencelligen meer af. Iedere keer als een groepje kakkerlakken een nieuw gebied wil koloniseren moeten ze de jonge nimfen meebrengen zodat deze later de kolonie in stand kunnen houden. Zij zullen dan de rol van oudere larve innemen die de toekomstige jongen van de gespecialiseerde darmflora kan voorzien. Dit verschijnsel komt ook voor bij primitieve termieten, dit zijn de soorten die niet tot de familie Termitidae behoren. Deze ontwikkeling is waarschijnlijk de basis geweest van de verdere ontwikkeling in de verschillende kasten.

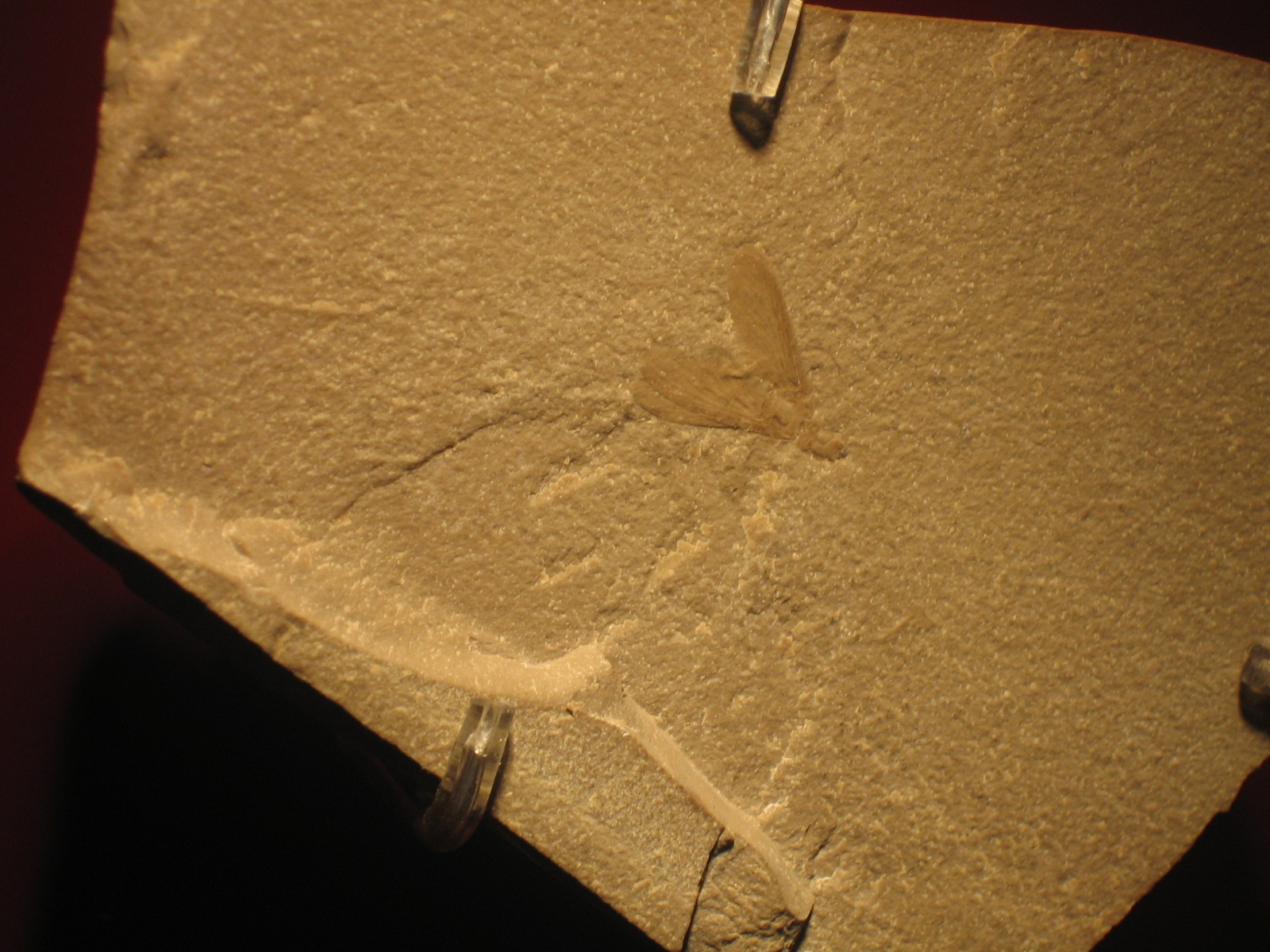
Meiatermes bertrani (Hodotermitidae) is een zeer oude soort uit het Krijt en leefde zo'n 125 tot 130 miljoen jaar geleden.

Een van de meest basale vormen van termieten zijn de vertegenwoordigers van de familie Mastotermitidae. Deze termieten lijken uiterlijk op kakkerlakken; ze hebben een netvormige vleugeladering en geen breukvlak aan de vleugel. Ten opzichte van andere termieten wijken ook de poten af en de manier waarop ze hun eieren afzetten. De soort Mastotermes darwiniensis is naast ongeveer twintig uitgestorven soorten de enige nog levende vertegenwoordiger. Deze soort komt voor in noordelijk Australië. Door het brede en van grote tergieten voorziene bovenzijde van het achterlijf lijkt deze soort meer op een kakkerlak dan op een termiet. Daarnaast zet de koningin eieren af in pakketten zoals gebruikelijk is bij kakkerlakken. Bij alle andere termieten worden de eieren door de koninginnen individueel afgezet. Mastotermes darwiniensis wordt hierdoor wel als een tussenvorm gezien van een kakkerlak en een termiet.
De oudst bekende fossielen van kakkerlakken hebben een leeftijd van ongeveer 230 miljoen jaar. Deze kakkerlakken hadden een lange legbuis of ovipositor, net als de moderne krekels en sprinkhanen. Bij recentere kakkerlakken verdween deze ovipositor ongeveer 135 miljoen jaar geleden.

### De eerste termieten
Termieten worden onderscheiden in verschillende groepen, voornamelijk op basis van lichaamskenmerken zoals de vleugeladering. Verreweg de meeste fossielen van termieten bestaan uit afdrukken van de gevleugelde geslachtsdieren die bewaard zijn gebleven in klei-achtige gesteenten. Bij veel fossielen die aan de termieten worden toegeschreven is slechts een deel van de oorspronkelijke vleugel te zien. Slechts zelden worden volledige exemplaren aangetroffen die vele miljoenen jaren geleden in barnsteen zijn ingevangen en al die tijd volledig bewaard zijn gebleven. Van dergelijke exemplaren zijn niet alleen de vleugels, maar ook grote delen van het lichaam te zien. Dergelijke fossielen zijn echter uiterst zeldzaam en de meeste onderzoekers richten zich op de afdrukken van de vleugels van de insecten om hun leeftijd en ontwikkeling te schatten.
De oudste fossielen van termieten vertonen kenmerken van moderne termieten en hierdoor wordt aangenomen dat ze nog eerder ontstaan zijn in de Jura (145 tot 199 miljoen jaar). Een andere aanwijzing hiervoor is het zoogdier Fruitafossor, dat ongeveer 150 miljoen jaar geleden leefde. Gezien de bouw van de schedel en de klauwen van dit dier leefde het voornamelijk van termieten die hij met zijn poten uitgroef. Als deze theorie klopt moeten termieten in die tijd dus al bestaan hebben. Mogelijk kwamen ze al voor in het Paleozoïcum in de periodes Perm of zelfs nog eerder in het Carboon maar deze theorie is niet geheel onomstreden. Er zijn veel fossielen bekend uit het Oligoceen, het Eoceen en het Mioceen. De oudste fossielen van termieten stammen uit het vroege Krijt. In 1999 werd een termiet gevonden in Rusland uit het Valanginien met een leeftijd van ongeveer 135 miljoen jaar. In 2014 werden twee exemplaren aangetroffen in China die nog eens vijftien miljoen jaar ouder waren en mogelijk leefden in het Jura.
De gemeenschappelijke voorouder van alle termieten leefde ongeveer 150 miljoen jaar geleden in het Jura. Sommige theorieën voorspellen een voorouder van de termieten in het Trias maar er zijn geen fossielen bekend uit deze tijd die dit idee ondersteunen. De meeste moderne termieten, die uit de familie Termitidae, zijn ontstaan in het vroege Eoceen, zo'n vijftig miljoen jaar geleden.

## Verspreiding en habitat
Termieten komen voor in warmere delen van de wereld, grofweg tussen de 47e noordelijke en 47e zuidelijke breedtegraad. De meeste soorten leven in subtropische en tropische gebieden. Termieten komen op alle continenten voor, behalve op Antarctica. De meeste soorten komen voor in Afrika, ongeveer 1000. Daarnaast zijn uit Zuid-Amerika ongeveer 400 soorten bekend en in Azië 435 soorten. In Noord-Amerika (50 soorten) en in Europa (tien soorten) zijn termieten sterk ondervertegenwoordigd. In Noord-Amerika zijn termieten in het noorden te vinden van het Canadese Vancouver aan de westzijde tot de uiterst noordelijk gelegen Amerikaanse staat Maine aan de oostzijde. Van enkele soorten is bekend dat ze kunnen overleven op een hoogte van meer dan 2000 meter boven zeeniveau in de Rocky Mountains.
In Afrika komen termieten voor op het gehele continent. In Azië leven termieten vooral in het zuiden en het zuidoosten. In Australië komen termieten vooral voor langs de bosrijke kuststreken tot het binnenland van de staten West-Australië, Noordelijk Territorium en het noordelijke en oostelijke deel van de staat Queensland. In de binnenlanden zijn termieten minder algemeen. In Australië zijn termieten vaak te vinden in uitgestrekte landschappen met Eucalyptus als voornaamste begroeiing.

### Europa
Ook in delen van Europa komen verschillende soorten voor. De bekendste soort is Reticulitermes lucifugus, die rond het Middellandse Zeegebied te vinden is. Deze termiet leeft onder de grond in bossen maar kan ook in menselijke bebouwing schade aanrichten. Verder komen termieten voor rond de Zwarte Zee tot noordelijk op het schiereiland Krim en in Duitsland. Kalotermes flavicollis komt niet zo noordelijk voor en is te vinden van het zuiden van de Pyreneeën tot oostelijk in Griekenland. Alle Europese termieten leiden een verborgen bestaan in het hout waarvan ze leven of hebben een ondergrondse levenswijze. Geen enkele Europese soort maakt een termietenheuvel zoals de bekendere Afrikaanse soorten.
In 1837 werd de soort Reticulitermes flavipes voor het eerst wetenschappelijk beschreven (Kollar, 1837) op basis van exemplaren die in een kas werden gevonden. De dieren waren waarschijnlijk met bloempotten meegekomen en werden ontdekt op het terrein van Schloss Schönbrunn in Wenen, Oostenrijk. Pas jaren later werden ze gevonden in Noord-Amerika, waar ze oorspronkelijk voor bleken te komen. Deze soort is ook gevonden in het veel noordelijker gelegen Hamburg in Duitsland. In Hamburg is de termiet meegevoerd met besmet hout uit de Verenigde Staten en wordt al sinds de jaren dertig van de vorige eeuw aangetroffen rond het stadsverwarmingssysteem. In 2001 werd in oostelijk Italië een nieuwe soort ontdekt; Reticulitermes urbis. 
Sommige soorten zijn met ladingen hout over de gehele wereld verscheept, voorbeelden zijn soorten uit de geslachten Cryptotermes en Coptotermes. De termieten zijn meegekomen met houten objecten zoals pallets, meubels en timmerhout. In Engeland zijn termieten aangetroffen op onder andere douglassparren uit de Verenigde Staten en tussen een lading bessen afkomstig uit Griekenland.

### België en Nederland
In België en Nederland komen oorspronkelijk geen termieten voor. Wel zijn er enkele soorten die mogelijk een invasieve soort kunnen worden en deze zijn al eens opgedoken in Nederland. Coptotermes formosanus staat te boek als een potentieel gevaarlijke soort die wereldwijd is geïntroduceerd en voor grote schade zorgt. Deze termiet vormt zeer grote kolonies en tast met name gebouwen aan. Coptotermes formosanus komt oorspronkelijk uit Azië en kan zich vestigen in meer gematigde gebieden. In Europa zijn nog geen kolonies bekend. In Nederland is een deel van een kolonie in 2019 aangetroffen in een zeecontainer in Oldenzaal en een dood geslachtsdier werd in 2018 gevonden in een zending die afkomstig was uit China.
In de editie van augustus 2023 van 'Entomologische Berichten', het blad van de NEV wordt gemeld dat de grondgebonden termiet Reticulitermes flavipes (Amerikaanse grondtermiet) zich ongeveer 10 jaar geleden gevestigd heeft op een locatie in Zuid-Holland waar het inmiddels gedijt over een gebied met verschillende gebouwen, waaronder een tropische kas en een dierenverblijf, verspreid over 1500 vierkante meter. In 2022 zijn twee bruidsvluchten waargenomen.
Nasutitermes corniger staat eveneens bekend als potentieel gevaarlijk. Deze termiet komt uit delen van Noord- en Zuid-Amerika en kan alleen overleven in warme streken. De termiet kan zich in stedelijke gebieden in Nederland waarschijnlijk niet handhaven maar vormt een mogelijke bedreiging in de glastuinbouw. N. corniger werd in 1981 gevonden in een lading planten die afkomstig waren uit Costa Rica.
In België zijn in 2020 powderpost-termieten (Cryptotermes brevis) ontdekt, en in 2021 een tweede soort.

## Onderscheid met andere insecten
Alle termieten zijn gemakkelijk als zodanig te herkennen aan de geringe lichaamslengte, de parelsnoer-achtige, rechte antennes en het lichaam dat geen insnoering heeft zoals bij veel andere insecten voorkomt. Termieten zijn het nauwst verwant aan kakkerlakken, hoewel er maar weinig soorten zijn die sterk op kakkerlakken lijken. De meeste kakkerlakken lijken niet op termieten omdat ze aanzienlijk groter worden en een sterk vergroot halsschild of pronotum hebben dat de kop beschermt. Bij de termieten is het platte halsschild in de loop der evolutie verdwenen. Op de achterlijfsegmenten van kakkerlakken zijn vergrote tergieten aanwezig en ze zijn in het volwassen stadium vrijwel altijd gevleugeld. De antennes van kakkerlakken zijn lang en draadvormig, ze lijken niet op een kralensnoer zoals bij de termieten het geval is. Daarnaast is het aantal antenneleden van kakkerlakken veel groter dan bij termieten.
Termieten zijn anatomisch te verwarren met de vertegenwoordigers van de vrij kleine en onbekende insectenorde van de engelinsecten (Zoraptera). Deze dieren hebben een vergelijkbare kop inclusief fontanel (de klieropening aan de voorzijde van de kop) en bezitten eveneens kralensnoer-achtige antennes. Daarnaast komen er zowel gevleugelde als ongevleugelde exemplaren voor en kunnen de vleugels worden afgeworpen. De belangrijkste verschillen zijn de lengte van de vleugels; de voorvleugels zijn altijd duidelijk groter. Het belangrijkste verschil echter is de lichaamslengte; de engelinsecten blijven veel kleiner dan termieten en bereiken een lichaamslengte van ongeveer twee millimeter. De engelinsecten kennen geen klassen zoals werkers en soldaten.

### Gelijkenis met mieren
Termieten lijken wat betreft hun uiterlijk en levenswijze sterk op staatvormende vliesvleugelige insecten zoals wespen, bijen en mieren. Vanwege hun relatief kale lichaam en het ontbreken van vleugels bij het grootste deel van de individuen doen termieten met name denken aan mieren. Zowel mieren als termieten hebben een goed te onderscheiden kop met relatief lange antennes. Termieten zijn te onderscheiden van de mieren doordat het lichaam nooit een zogenaamde petiole heeft, dit is een rigide insnoering ('wespentaille') van het lichaam tussen de voorste achterlijfdelen. Daarnaast hebben de antennes van mieren een onmiskenbare knik en de werkers van de mieren hebben in de regel duidelijk zichtbare ogen. De antennes van termieten zijn recht en hebben een draadachtige vorm met ronde, gelijkvormige antenneleden. De ogen komen niet bij alle soorten voor en zijn bovendien klein en rond, de ogen van mieren zijn groter en vaak iets langwerpiger van vorm.
De levenswijze van de twee groepen kent eveneens grote gelijkenissen. Zowel mieren als termieten leven vrijwel geheel ondergronds. Van veel soorten is bekend dat ze bovengrondse structuren bouwen die heuvels worden genoemd. Zowel bij de hommels, bijen en wespen komen veel vertegenwoordigers voor die solitair leven maar zowel bij de mieren als de termieten komen dergelijke soorten niet voor. Bij beide groepen bestaat het overgrote deel van de kolonie uit exemplaren die wel beschikken over geslachtsorganen, maar deze zijn niet functioneel. Het opgeven van de eigen seksualiteit om de kolonie beter te kunnen dienen komt maar bij weinig andere dieren voor. Alleen de koningin kan zich voortplanten en doet dat door grote aantallen eieren te produceren, bij termieten is er daarnaast een koning aanwezig die de koningin af en toe voorziet van verse zaadcellen. De werkers van termieten zijn zowel mannelijk als vrouwelijk, de werkers van mieren zijn altijd vrouwtjes. Een ander verschil met mieren en wespachtigen is dat de termietenmannetjes zeer oud kunnen worden en niet direct na de paring sterven of het nest uit worden gegooid. De meeste geslachtsrijpe mannetjes redden het niet maar zij die het tot koning schoppen blijven jarenlang in leven.
Alle andere groepen van sociale insecten zoals bijen, mieren en wespen behoren tot de hoger ontwikkelde insecten die een volledige metamorfose kennen (Endopterygota). Dergelijke insecten hebben een wormachtig larvestadium dat in het geheel niet op het volwassen dier lijkt. De larven leven relatief lang en zijn bovendien vrij inactief, ze kunnen geen taken uitvoeren zoals het verzamelen van voedsel of het schoonhouden van het nest. Bij de mieren vindt er een verpopping plaats waarbij de pootloze larve volledig inactief wordt en in een keer in het volwassen insect transformeert. Pas dan kan een mier actieve taken gaan uitvoeren om de kolonie te onderhouden. De jonge termieten daarentegen lijken al direct op de ouderdieren en kunnen vrij snel na hun geboorte voor zichzelf zorgen. Ze spelen vanaf hun geboorte al een actieve rol bij de 'huishouding' van het termietennest. Termieten lijken wat betreft de broedzorg meer op mieren dan op andere vliesvleugeligen omdat ze de larven niet grootbrengen in aparte cellen, maar in grote broedkamers binnen het nest. De gedeelde gewoonte van de termieten en de vliesvleugeligen om elkaar groot te brengen wordt door biologen wel gezien als een belangrijk voorbeeld van convergente evolutie.

## Uiterlijke kenmerken

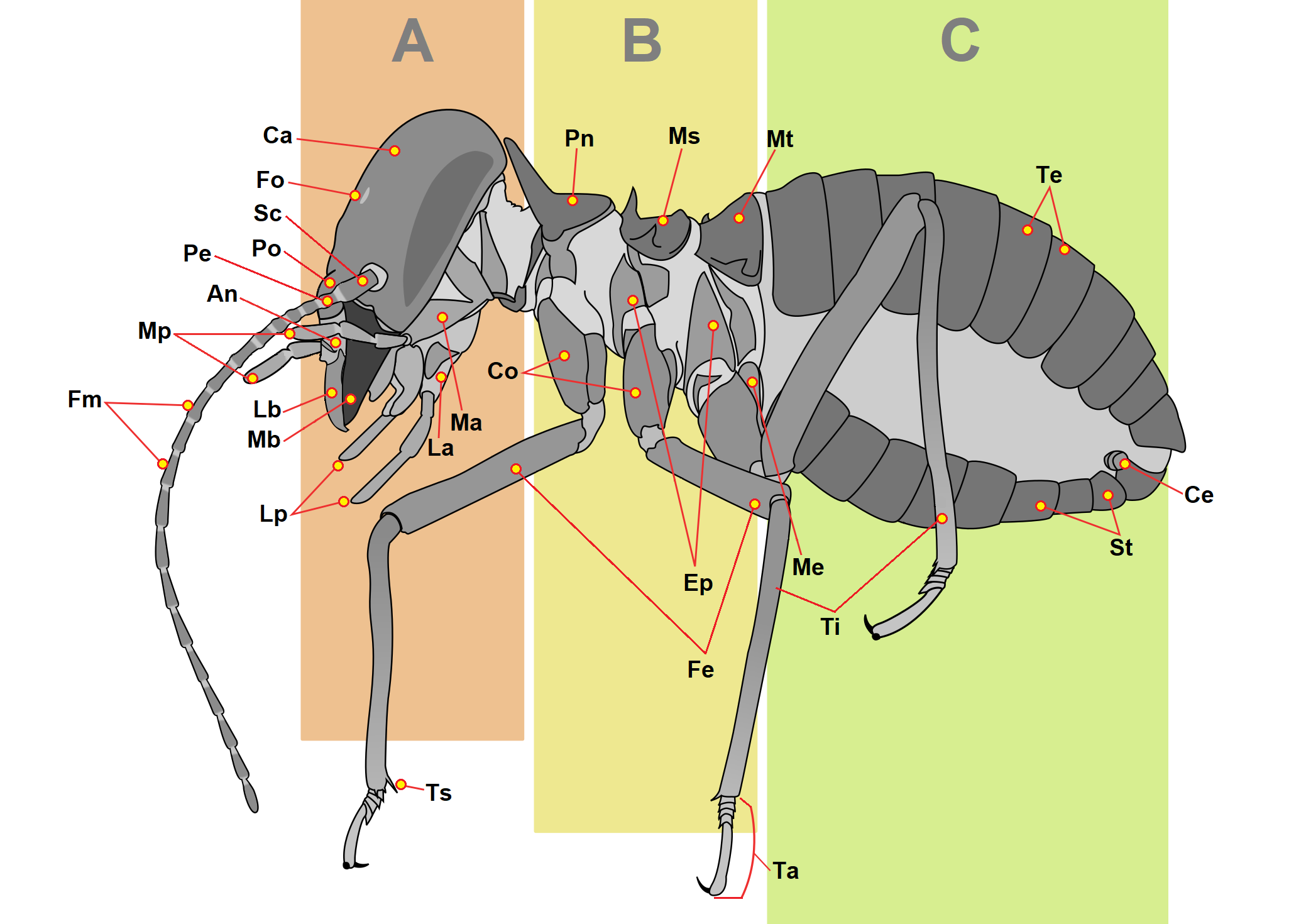
De belangrijkste lichaamsdelen van een termiet, afgebeeld is de soort Syntermes aculeosus
----

Termieten zijn een uniforme groep van insecten met een sterk gelijkende lichaamsbouw. Binnen een enkele soort kunnen bepaalde lichaamsdelen echter verschillen. Een dergelijke variatie binnen een soort wordt polymorfie genoemd. Voorbeelden zijn exemplaren met een grote of juist een kleine kop, grote of kleine kaakdelen, gevleugelde en ongevleugelde exemplaren en ook de lichaamslengte van de verschillende volwassen dieren binnen een enkele kolonie kan sterk verschillen.
De werkers blijven het kleinst; ze bereiken een lichaamslengte van ongeveer twee tot tien millimeter. De soldaten worden groter dan de werkers, afhankelijk van de soort ongeveer één tot twee centimeter. De geslachtsrijpe gevleugelde exemplaren zijn iets kleiner dan de koning. Zij worden alaat genoemd wat betekent dat ze gevleugeld zijn. Doordat hun vleugels voorbij het achterlijf reiken, lijken ze nog groter dan ze in werkelijkheid zijn. De vleugels kunnen een spanwijdte bereiken van één tot zes centimeter. Een van de grootste termieten was de uitgestorven soort Gyatermes styriensis, die een spanwijdte van ongeveer 75 mm had. Exemplaren met afgeworpen vleugels worden de(-)alaat genoemd, zowel de koning als de koningin worden hierna groter als ze zich in het nest hebben gevestigd.
De koningin wordt het grootst en wordt vaak meer dan twee centimeter lang. Zij heeft vaak een sterk gezwollen, wormachtig lichaam. De allergrootste koningin is die van de Afrikaanse soort Macrotermes bellicosus, deze kan tot 14,5 centimeter lang worden en 3,5 cm breed. De koning is beduidend kleiner en is aanzienlijk minder sterk opgezwollen dan de koningin.
Termieten vertonen een grote verscheidenheid aan lichaamskleuren, ze kunnen grijs, rood, geel of zwart van kleur zijn. De meeste soorten leven volledig ondergronds en hebben een pigmentloos lichaam wat resulteert in een lichte tot witte kleur. Bij veel soorten zijn hierdoor delen van de ingewanden door de huid heen te zien. Termieten hebben een relatief slank lichaam met een duidelijk te onderscheiden, ronde kop.

### Kop
De kop is relatief klein en is samengesmolten met het voorste deel van het borststuk. De kop van een termiet is het enige bepantserde lichaamsdeel, de kop wordt beschermd door diverse verharde platen.
De kop draagt verschillende gelede aanhangsels waarvan de meeste rond de mond gelegen zijn. De kop is net als bij kakkerlakken in een rechte hoek onder het lichaam geplaatst. De kop is zeer beweeglijk en kan alle kanten op draaien. Bij veel soorten valt de kop sterk op door de donkere kleur ten opzichte van het lichaam. De verschillende kasten zijn met name te onderscheiden aan de grootte van de kop, die van de soldaten is meestal veel groter. De soldaten van de meeste soorten hebben een rechthoekige vorm van de kop, de zogenaamde nasutasoldaten -termieten met een stekel aan de kop waarmee vloeistof wordt afgeschoten- hebben een bijna ronde kop. De soldaten van een aantal soorten hebben een kop die aan de voorzijde bijna plat is en stevige kaken draagt die dienen ter verdediging.

#### Ogen
Oorspronkelijk bezaten alle termieten twee ogen, een aan iedere zijde van de kop, dit zijn de zogenaamde facetogen. De facetogen worden ook wel samengestelde ogen genoemd en bestaan uit vele kleine suboogjes die een totaalbeeld vormen. De meeste termieten hebben daarnaast twee enkelvoudige oogjes of ocelli aan de bovenzijde van de kop. De individuele oogjes zijn gelijk van vorm en tussen de oogjes zijn geen of slechts enkele tasthaartjes aanwezig. De ocelli worden wel aangeduid met laterale ocelli (lateraal betekent aan de zijkant) omdat ze aan weerszijden van de bovenzijde van de kop gelegen zijn. Bij veel insecten die ocelli bezitten is er nog een derde oogje aanwezig aan de voorzijde maar deze ontbreekt bij alle termieten.
De ogen van de werkers en de soldaten zijn klein en de meeste soorten uit de familie Termitidae, die het overgrote deel vertegenwoordigt, hebben gereduceerde of helemaal geen ogen of ocelli. De werkers van andere families hebben meestal wel ogen, zoals de oogstende termieten uit de familie Hodotermitidae. Deze soorten komen ook overdag tevoorschijn om planten te verzamelen en bij deze groep zijn de ogen goed ontwikkeld. De meeste soorten die bovengronds leven zijn echter volledig blind en er is geen correlatie tussen een bovengrondse levenswijze en het beschikken over ogen.
De geslachtsdieren moeten zich tijdens het vliegen kunnen oriënteren en hebben daarom altijd twee ogen en ocelli.

#### Kop-platen en tasters
Het grootste deel van de kop wordt beschermd door een verharde 'schil', dit is een plaat die het kopkapsel of epicranium wordt genoemd. Dit verharde deel grenst aan de voorzijde van de kop aan een plaat die de frons wordt genoemd. De grens tussen deze platen is niet altijd duidelijk te zien. Aan de frons ontspruit aan iedere kant een antenne, ook wel taster of voelspriet genoemd. De antennes zijn lang en duidelijk zichtbaar, ze hebben geen scharnierpunt in het midden zoals bij andere insecten voorkomt. Ook een verdikking aan het einde of vertakkingen van de antenne komen nooit voor. De antennes zijn het belangrijkste zintuiglijk orgaan, een termiet kan zowel geuren, hitte en trillingen waarnemen en de antennes fungeren daarnaast als tastorgaan.
De antennes zijn moniliform; ze zijn opgebouwd uit min of meer eironde leden die dicht op elkaar zijn gelegen zodat het geheel lijkt op een kralensnoer. Het eerste antennedeel wordt de scapus genoemd en het tweede deel is de pedicel. Bij de meeste termieten is de scapus langer dan de pedicel. De leden van de rest van de voelspriet worden wel de flagella genoemd en zijn gelijkaardig van vorm. Termieten hebben afhankelijk van de soort 11 tot 33 antenneleden; de primitievere soorten hebben 25 tot 33 flagella en de hogere soorten hebben soms slechts elf antenneleden. De meeste kakkerlakken, die verwant zijn aan de termieten, hebben ter vergelijking meestal meer dan veertig flagella.
Voor de frons is de clypeus gelegen, dat wel het 'gezicht' van een insect wordt genoemd. De clypeus bestaat uit twee delen, het voorste deel wordt anteclypeus genoemd en het achterste deel is de postclypeus. De vorm van het labrum is een belangrijk verschil tussen de verschillende groepen. Het labrum is vaak tongvormig en kan zowel driehoekig zijn als tweelobbig of zelfs asymmetrisch zoals voorkomt bij het geslacht Pericapritermes.
Aan de onderzijde van de kop is aan de voorzijde het labium (onderkaak) aanwezig, de tasters op deze plaat -een aan iedere zijde- worden de labiale palpen genoemd. Achter de onderkaken zijn de achterkaken of maxillae gelegen. De tasters aan de achterkaken worden de maxillaire palpen genoemd. Helemaal vooraan de kop is aan de bovenzijde het labrum of onderkaak gelegen. Van de drie kaakdelen is dit het enige deel dat geen tasters draagt. De tasters hebben een zintuiglijke functie maar ze dienen ook om voedseldeeltjes in de mondopening te manoeuvreren.

#### Monddelen

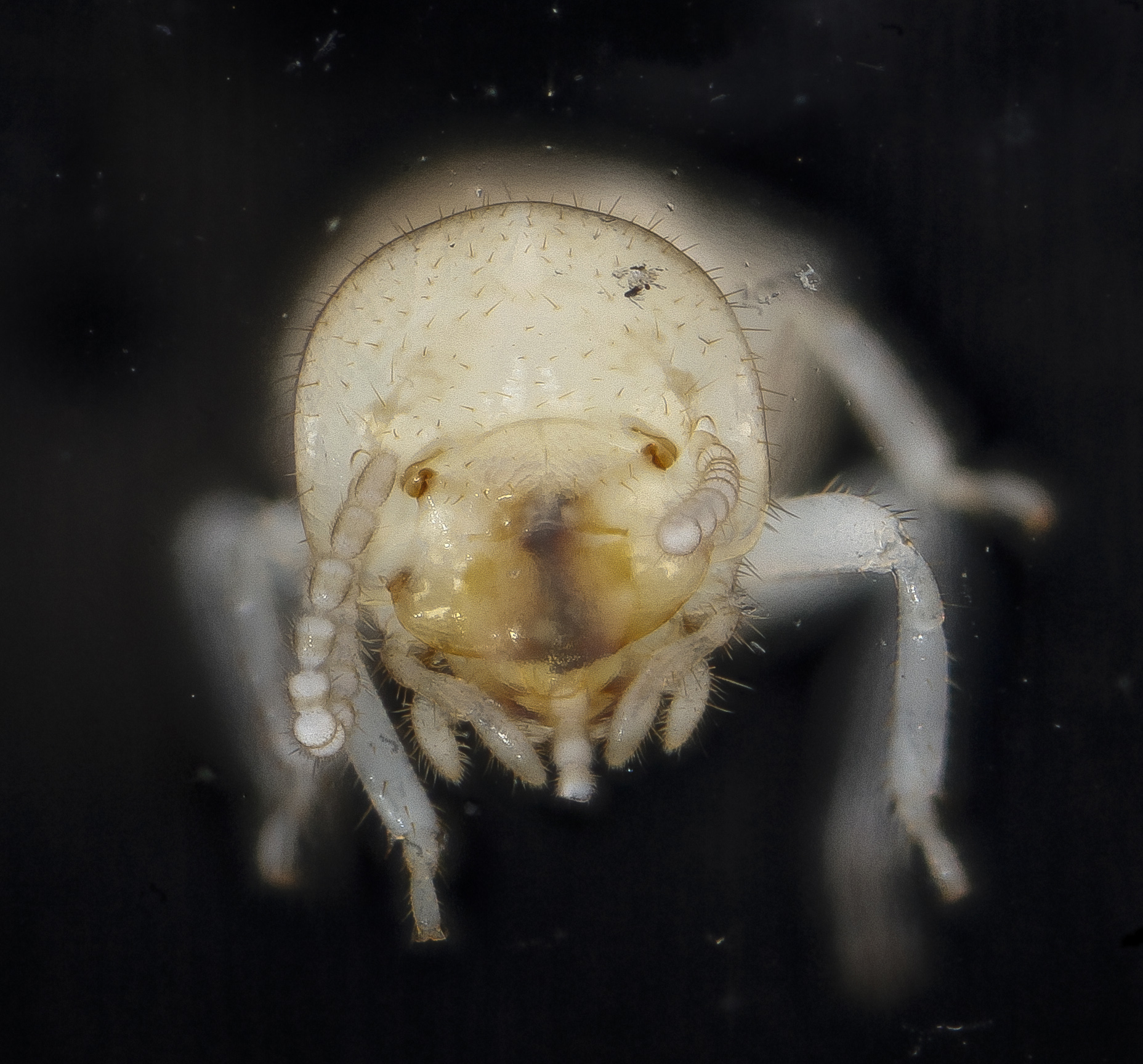
Monddelen van een werker van de soort Reticulitermes flavipes.

De monddelen die gebruikt worden om het voedsel te verkleinen worden de kaken of mandibels genoemd. Ze hebben een bijtende configuratie en vormen nooit een steekapparaat zoals bij andere insecten voorkomt. De kaken zijn opgebouwd uit chitine, dit is een zeer hard materiaal dat erg slijtvast is.
De kaken van de soldaten zijn het grootst, vooral bij de primaire soldaten die een uitvergroting zijn van de kleinere secundaire soldaten. De secundaire soldaten van de soort Rhinotermes hispidus bijvoorbeeld hebben relatief dunne, naaldachtige kaken, terwijl de primaire soldaten brede, duidelijk getande kaken hebben. De mandibels hebben bij de soldaten vaak tandachtige uitsteeksels zodat een betere grip ontstaat als de kaken worden samengetrokken. De kaken zijn meestal symmetrisch maar bij sommige termieten zijn de kaken van de soldaten door de verschillende gevormde tanden duidelijk asymmetrisch in uiteenlopende gradaties. Omdat de kaken van de soldaten zo groot zijn, kunnen ze meestal niet worden gebruikt om te eten.
Bij de werkers zijn de uiteinden van de kaken voorzien van verharde, knobbelige tot van zaagtanden voorziene platen. De uitsteeksels aan de kaken zijn aangepast aan de voedselwijze en dienen om cellulose te vermalen tot een papje zodat het kan worden opgenomen en verteerd. Termieten zijn op te delen in twee groepen; soorten die het voedsel fijnstampen met de monddelen en soorten die het voedsel vermalen en de kaken als molensteen gebruiken. De kaken van de werkers zijn weliswaar nooit zo groot als die van de soldaten maar ze zijn wel veel harder. In de kaken van de werkers zijn verschillende mineralen aangetroffen die de hardheid van het oppervlak verhogen. Bij de meeste termieten worden zink en magnesium in licht verhoogde concentraties aangetroffen. Bij de soorten uit de familie Kalotermitidae zijn sterk verhoogde concentraties zink gevonden, deze termieten leven van droge, verhoute delen van planten die zeer taai kunnen zijn.
De kaken van de geslachtsdieren zijn het slechtst ontwikkeld; zij hoeven niet te eten omdat ze gevoerd worden door de werkers en hebben hun kaken ook niet nodig voor verdedigingstaken zoals de soldaten. Zij teren hun gehele leven op hun voedselreserves die ze in het nest hebben opgebouwd door voedsel aan te nemen van de werkers, uitgezonderd de toekomstige koningen en koninginnen.

#### Klieren
Termieten worden als een lager ontwikkelde klasse van insecten beschouwd, dit uit zich onder andere in het aantal uitscheidingsklieren. Termieten kennen zeventien verschillende excretieklieren, bij de vliesvleugeligen bijvoorbeeld zijn ongeveer honderd verschillende kliersystemen bekend. De twee belangrijkste klieren van termieten zijn de frontaalklier en de labiaalklier.

##### Frontaalklier
Termieten bezitten een klier in hun kop die de frontaalklier wordt genoemd. Termieten zijn de enige insecten die een dergelijke klier bezitten maar deze is niet bij alle soorten even goed ontwikkeld. De klier bestaat uit klierweefsel en vaak is er een kleine holte aanwezig die als opslagkamer dient. De klier staat in verbinding met de klieropening door middel van een klein kanaaltje. Deze opening is gelegen aan de kop en de vorm en positie kan verschillen. Bij veel soorten is de opening rond en bij andere spleetvormig. Een aantal soorten heeft een rij klieropeningen aan de bovenzijde van de kop. De klieropening kan aan de achterzijde van de kop zijn gelegen of juist aan de voorzijde van de kop tussen de ogen, ook dit is afhankelijk van de groep.
Bij de soldaten uit de onderfamilie Nasutitermitinae mondt de klieropening uit in een kegelvormig spuitorgaan van de kop. Uit het uitsteeksel kan een plakkerige stof wordt weggeschoten die verbindingen bevat die dodelijk zijn voor insecten. Dergelijke verbindingen bestaan onder andere uit terpenen, sesquiterpenen en monoterpenen zoals pineen en limoneen. Daarnaast zijn er antibacteriële stoffen en alarmferomonen aangetroffen die andere termieten attenderen op een naderende vijand. Het koporgaan is een zeer effectief verdedigingsmiddel en wordt ook wel het 'fontanel-geweer' genoemd (Engels: fontanellar gun). De vorm van het kopuitsteeksel verschilt wat per groep en hangt kennelijk samen met de grootte van de kaken. De soorten uit het geslacht Syntermes hebben een klein kopuitsteeksel maar relatief grote kaken. Andere groepen hebben een vergroot kopuitsteeksel maar onderontwikkelde kaken. Lange tijd werd gedacht dat dergelijke dieren in de genoemde volgorde uit elkaar geëvolueerd zijn maar tegenwoordig weten biologen dat dit verschijnsel een vorm van convergente evolutie is. De kopuitsteeksels en de verkleinde kaken hebben zich bij verschillende vormen onafhankelijk van elkaar ontwikkeld.

##### Labiaalklier
Naast een frontaalklier hebben termieten ook labiaalklieren, deze zijn gelegen aan de monddelen. Labiaalklieren komen bij wel meer insecten voor, bij de zijdevlinder bijvoorbeeld zijn dit de organen die de zijden draden produceren maar bij kevers komen ze juist niet voor. De labiaalklier is aanwezig in alle kasten en tevens in alle ontwikkelingsstadia van de termieten en speelt een grote rol in de sociale structuur van een kolonie. De labiaalklieren van soldaten scheiden stoffen uit die ter verdediging dienen. De uitscheidingen van de werkers, die hun soortgenoten voeren door voedsel op te braken, ondersteunen de nutriële waarde van het voedsel.

### Borststuk

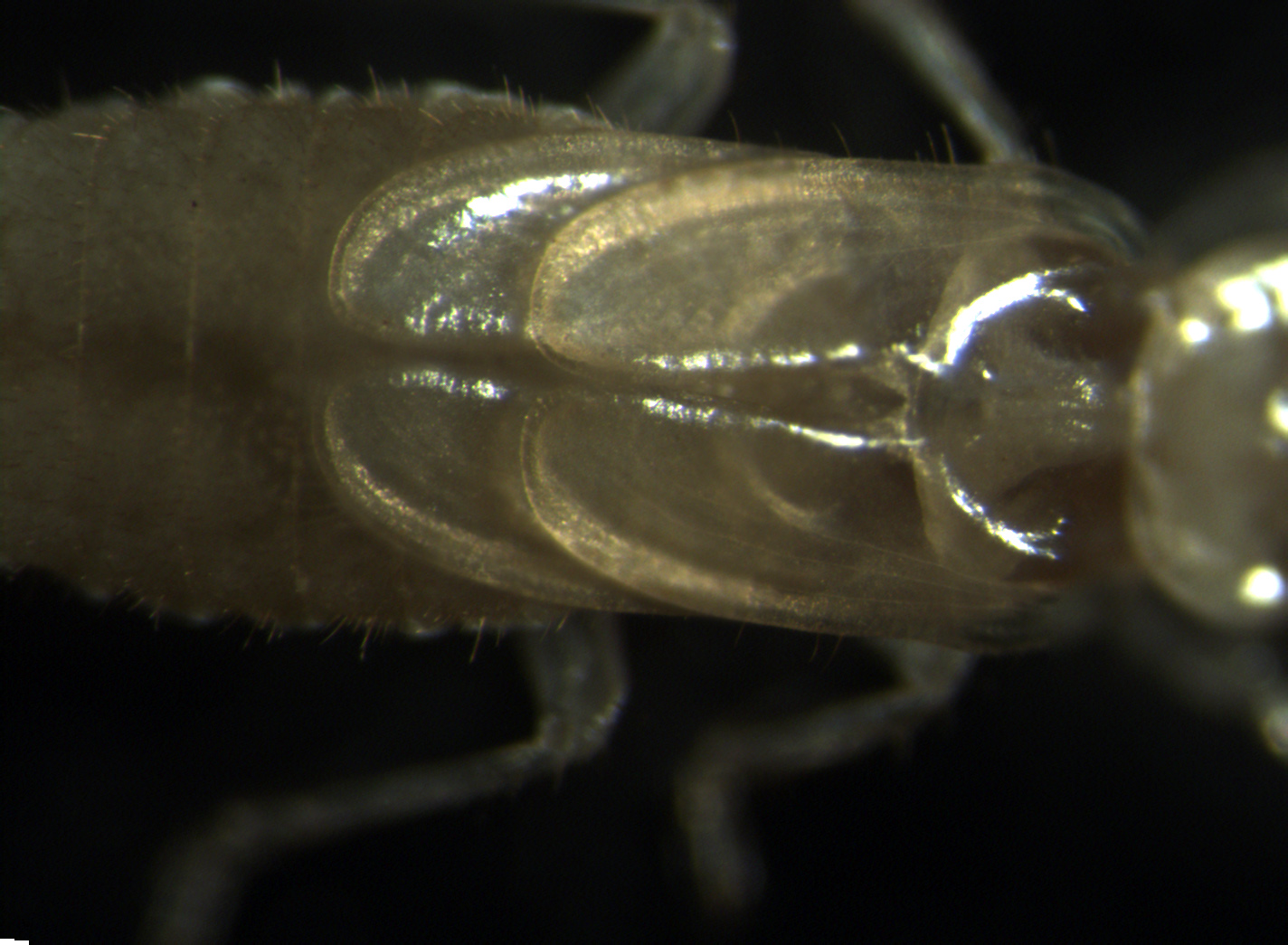
De vleugels van dit exemplaar van een onbekende soort is een geslachtsdier, wat te zien is aan de onderontwikkelde vleugels.

Het borststuk of thorax is niet afgesnoerd van het achterlijf zoals bij andere insecten het geval is en de twee delen lopen naadloos in elkaar over. Het borststuk is verdeeld in drie delen; het prothorax aan het voorzijde, het mesothorax in het midden en het metathorax aan de achterzijde. Ieder deel draagt een paar poten aan de onderzijde en het prothorax en mesothorax van de gevleugelde geslachtsdieren dragen daarnaast een paar vleugels aan de bovenzijde.
Het borststuk wordt omgeven door een aantal relatief dunne platen die het lichaam omgeven. De platen aan de bovenzijde van de borststukdelen worden van voor naar achter het pronotum of halsschild, het mesonotum en het metanotum genoemd. Deze platen corresponderen met de thoraxindeling van alle andere insecten. Termieten die tot de familie Termitidae behoren hebben een zadelvormig halsschild en alle andere termieten zijn te onderscheiden aan het platte halsschild.
De drie paar poten zijn relatief klein en zijn meestal gelijk van vorm. De poten van termieten bestaan net als die van andere insecten uit een heup of coxa die de poot met het lichaam verbindt en hierop volgen de dijbeenring (trochanter), de dij (femur), de scheen (tibia) en ten slotte de voet of tarsus. De heup van het tweede en derde potenpaar heeft een diepe naad die de heup in tweeën verdeelt. De dijbeenring is relatief kort en de dij is juist relatief groot in vergelijking met andere insecten. De scheen is bij de termieten relatief lang en dun. Aan het uiteinde van de poten zijn de tarsen of tarsi gelegen die meestal uit vier segmenten bestaan. De vertegenwoordigers van de families Termopsidae en Hodotermitidae hebben vier of vijf leden, de Kalotermitidae hebben altijd vier leden en de Rinotermitidae en de Termitidae hebben drie of vier leden. De leden van de familie Mastotermitidae ten slotte hebben tarsi die altijd uit vijf segmenten zijn opgebouwd. De tarsi dragen altijd twee kleine klauwtjes die dienen om zich aan de ondergrond te hechten. Sommige termieten hebben een arolium tussen de klauwtjes, dit is een kleverig voetkussentje dat de grip op de ondergrond sterk vergroot.
Termieten hebben net als veel andere insecten vier vleugels, de vleugels aan de voorzijde van het borststuk (mesothorax) worden de voorvleugels genoemd en die aan de achterzijde (metathorax) heten de achtervleugels. De vleugels van de geslachtelijke termieten zijn relatief groot, de vleugels zijn smal aan de basis en worden naar het einde toe breder. Aan de basis van de vleugels is een korte maar brede, verdikte structuur aanwezig die de vleugelschub wordt genoemd. De vleugels van termieten hebben een voorgevormd breukvlak aan de basis van iedere vleugel net achter de vleugelschub. Nadat een koning en een koningin elkaar hebben gevonden laten de vleugels hier los zodat ze gedurende het verdere ondergrondse leven niet in de weg zitten. De eerder genoemde familie Mastotermitidae is hierop eveneens een uitzondering. Deze soorten hebben geen breukvlak en zij bijten hun eigen vleugels af.
Zowel de voor- als de achtervleugels hebben een afgeronde vleugelpunt of apex. De vleugels worden in rust aan de bovenzijde van het achterlijf gevouwen en reiken dan altijd tot voorbij de achterlijfspunt. De vleugels hebben een karakteristieke fijne vleugeladering en het specifieke patroon van aderen verschilt per groep. Ondanks de verschillende patronen van de vleugeladers zijn alle soorten slechte vliegers.

### Achterlijf

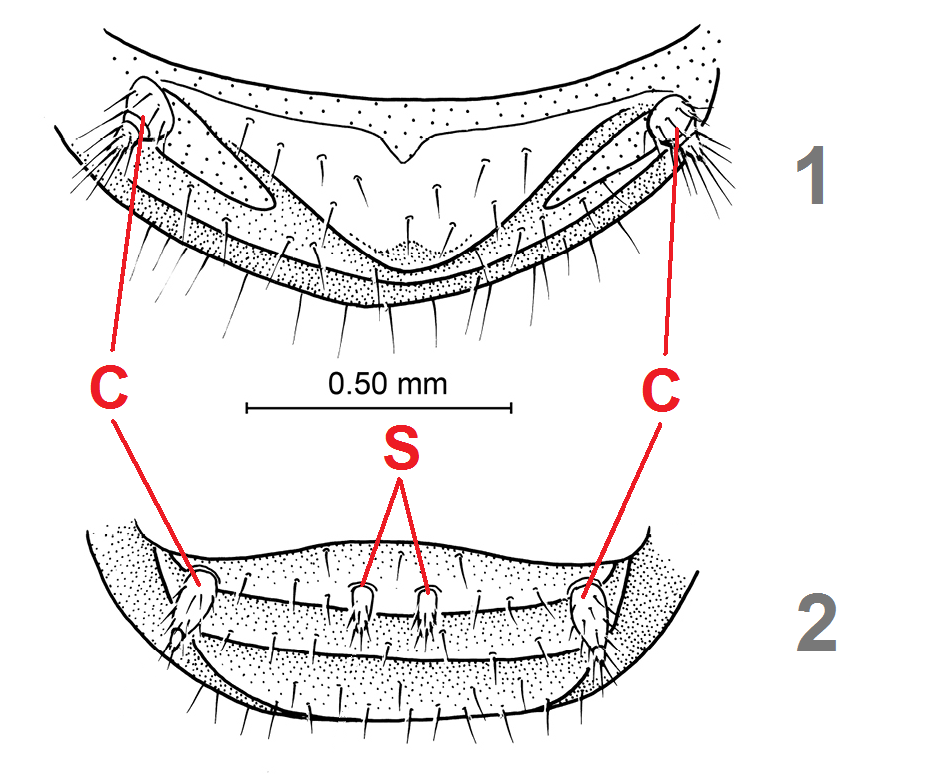
Schematische weergave van het achterlijf
----

Het achterlijf bevat de belangrijkste organen van de termiet, zoals het ademhalingsapparaat en de voorplantingsorganen. Het achterlijf bestaat altijd uit tien segmenten en wordt beschermd door chitineuze platen die sclerieten worden genoemd. De sclerieten aan de buikzijde worden de buikplaten of sternieten genoemd en die aan de rugzijde zijn de rugplaten of tergieten.
Bij de geslachtsdieren is de eerste sterniet vaak klein of ontbreekt geheel, de volgende vijf sternieten zijn net als de meeste tergieten breed en kort. De vrouwtjes zijn van de mannetjes te onderscheiden aan de sterniet op het zevende achterlijfsegment. Deze buikplaat wordt het hypogynium genoemd en is duidelijk groter en schermt de geslachtsopening af. Het hypogynium overlapt vaak de achtste en negende tergiet. De buikplaten van de mannetjes zijn allemaal gelijkvormig en ze zijn hieraan makkelijk te onderscheiden.
Zowel mannetjes als vrouwtjes hebben een in tweeën verdeelde tiende sterniet die de paraproct wordt genoemd. Deze gepaarde plaat heeft aan iedere zijde een duidelijk zichtbaar uitsteeksel dat uit verschillende segmenten bestaat. Deze kleine, staafachtige uitsteeksels worden de cerci (enkelvoud: cercus) genoemd en de verschillende delen worden met cercomeren aangeduid. Ze zijn voorzien van vele kleine haartjes en het geheel heeft een tastzintuiglijke functie vergelijkbaar met de voelsprieten aan de voorzijde. De cerci bestaan vaak uit drie delen maar het aantal is veranderlijk binnen de verschillende families en zelfs binnen de soortgroepen. De vertegenwoordigers van de familie Archotermopsidae bijvoorbeeld hebben drie tot acht segmenten en die van de soldaten variëren van vier tot zeven segmenten. De vertegenwoordigers van de familie Cryptocercidae hebben zeer kleine cerci aan het achterlijf. Ze zijn hier zelfs naar vernoemd want crypto-cercidae betekent letterlijk vertaald "verborgen cerci".
Mannetjes hebben daarnaast twee kleine en ongelede langwerpige uitsteekseltjes aan het uiteinde van de negende buikplaat. Deze langwerpige orgaantjes worden de styli (enkelvoud: stylus) genoemd en zijn tussen de cerci gelegen. De styli hebben eveneens een zintuiglijke functie. Termieten hebben geen uitwendige geslachtsorganen, de geslachtsorganen zijn geheel in het achterlijf gelegen.
De huid van het achterlijf is bij de werkers en soldaten zeer dun, de organen zijn vaak door de huid te zien. Bij de koningin liggen de sclerieten duidelijk uit elkaar door het opgezwollen lichaam. Het lichaam van de koningin is hierdoor zeer kwetsbaar. Alleen de koning heeft een enigszins gepantserd lichaam doordat zijn sclerieten tegen elkaar aan liggen en de huid niet is uitgerekt.

## Voortplanting en ontwikkeling

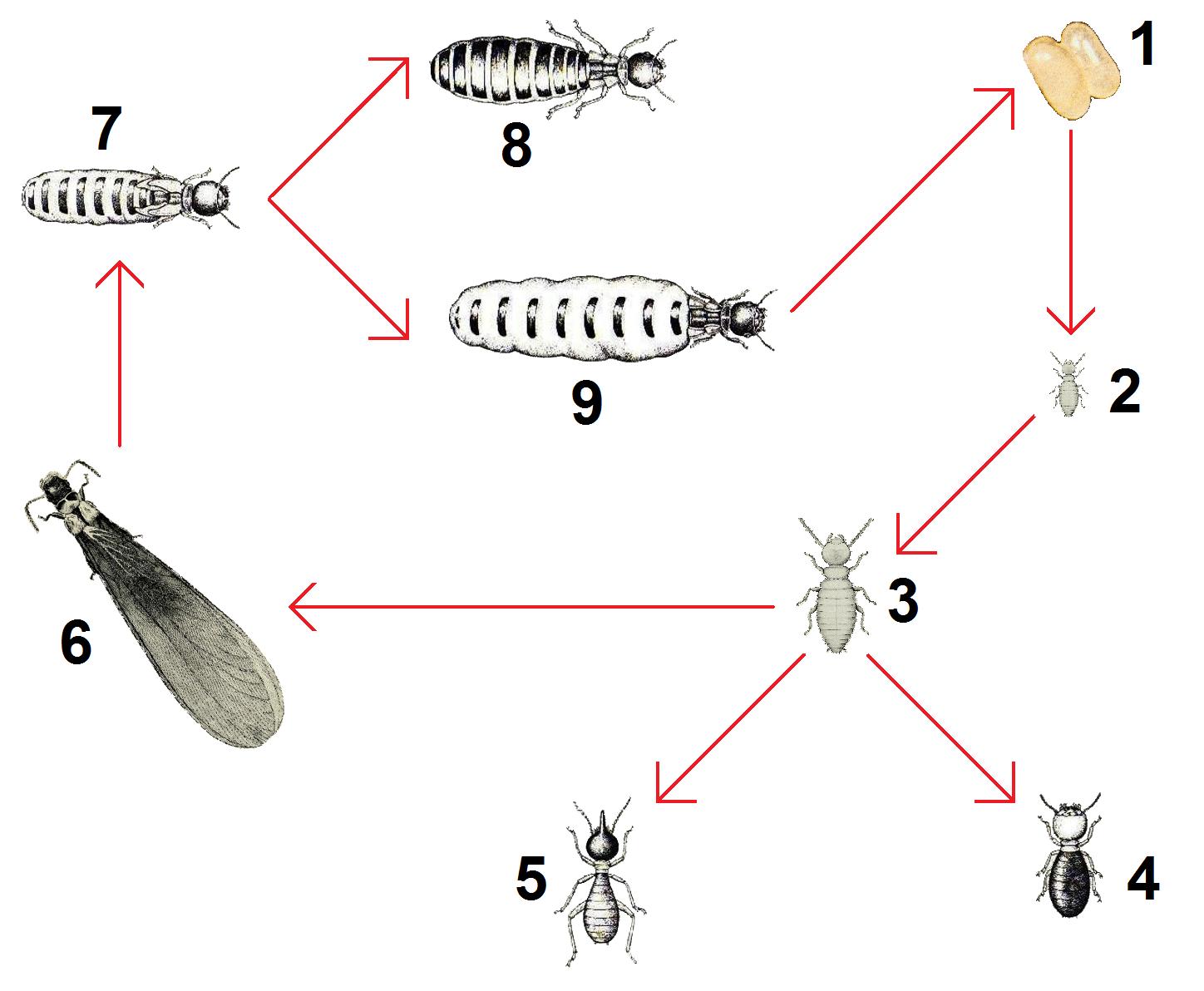
Schematische levenscyclus van de termieten. In de afbeelding zijn verschillende soorten weergegeven.

Termieten behoren tot de Exopterygota, insecten met een onvolledige metamorfose (gedaanteverwisseling); zij zijn de enige sociale insecten met een onvolledige metamorfose. De Exopterygota worden beschouwd als lager ontwikkeld omdat de pas uit het ei gekropen dieren al direct op de volwassen imago's lijken.
Alle termieten hebben een enkel paar individuen (de koning en de koningin) die voor de voortplanting zorgen. De jonge dieren worden verzorgd door de oudere exemplaren. Een termietenkolonie is feitelijk gezien niets anders dan een heel grote familie van insecten. Er is een vader en een moeder en de vele nakomelingen hebben als voornaamste taak om hun ouders te verzorgen en te verdedigen, evenals hun vele broertjes en zusjes.
Net zoals bijen en mieren worden termieten het grootste deel van het jaar enkel vertegenwoordigd door onvruchtbare werkers en soldaten. De werkers bezitten wel geslachtsorganen maar deze zijn lethargisch en niet functioneel. Alleen de koningin en een mannetje dat de koning wordt genoemd kunnen zich voortplanten. De werkers en soldaten hebben wel voortplantingsorganen maar deze zijn rudimentair en komen niet tot ontwikkeling. De werkers en de soldaten hebben vaak sterk gereduceerde ogen en hebben nooit vleugels. Ze kunnen zich hierdoor lastig verplaatsen. Termieten zijn een uitzondering op de regel dat sociale insecten alleen vrouwelijke werkers hebben. De werkers en soldaten van termieten kunnen zowel mannelijk als vrouwelijk zijn. Bij de soorten uit het geslacht Macrotermes zijn alle soldaten en kleinere werksters vrouwtjes. De grotere werkers zijn altijd van het mannelijke geslacht.
Eens in de zoveel tijd komen de gevleugelde geslachtsdieren uit het nest tevoorschijn om uit te vliegen. Zij verlaten het nest op zoek naar een partner om zo nieuwe gebieden te koloniseren, dit wordt wel de bruidsvlucht genoemd. Tijdens de bruidsvlucht worden de uitvliegopeningen van de nesten bewaakt door soldaten. Dit dient niet alleen om de uitvliegende mannetjes en vrouwtjes te beschermen, maar ook om te voorkomen dat ze weer terugkeren in het nest.

### Paring
Als een mannetje en een vrouwtje elkaar al vliegend hebben gevonden gaan ze naar de bodem en loopt het paartje over de bodem op zoek naar een geschikte nestlocatie. Vaak worden eerst de vleugels afgeworpen voor de paring. Het vrouwtje steekt haar achterlijfspunt omhoog en scheidt lokstoffen af die mannetjes aantrekken. Het mannetje grijpt dan het achterlijf van het vrouwtje zodat ze elkaar niet kwijtraken. De zaadoverdracht vindt plaats via een porie op de negende sterniet. Bij een aantal termieten verliest slechts een van de twee de vleugels en het andere dier vliegt vervolgens op zodat de twee samen verder kunnen vliegen.
De vleugels worden uiteindelijk altijd afgeworpen of soms afgebeten omdat deze niet meer nodig zijn en alleen maar in de weg zouden zitten gedurende het ondergrondse leven van het koningspaar. Vervolgens wordt door het paartje een tunnel gegraven. Deze kleine kamer wordt de bruiloftskamer genoemd, deze wordt dichtgemetseld met substraat en speeksel. Vervolgens vindt hierin de paring plaats, en enige tijd later zet het vrouwtje haar eieren af. Veel mannelijke insecten zijn semelpaar; ze paren slechts een enkele keer en sterven kort daarna. De mannetjes van termieten zijn monogaam en iteropaar; ze paren regelmatig gedurende hun jarenlange leven.

### Eieren

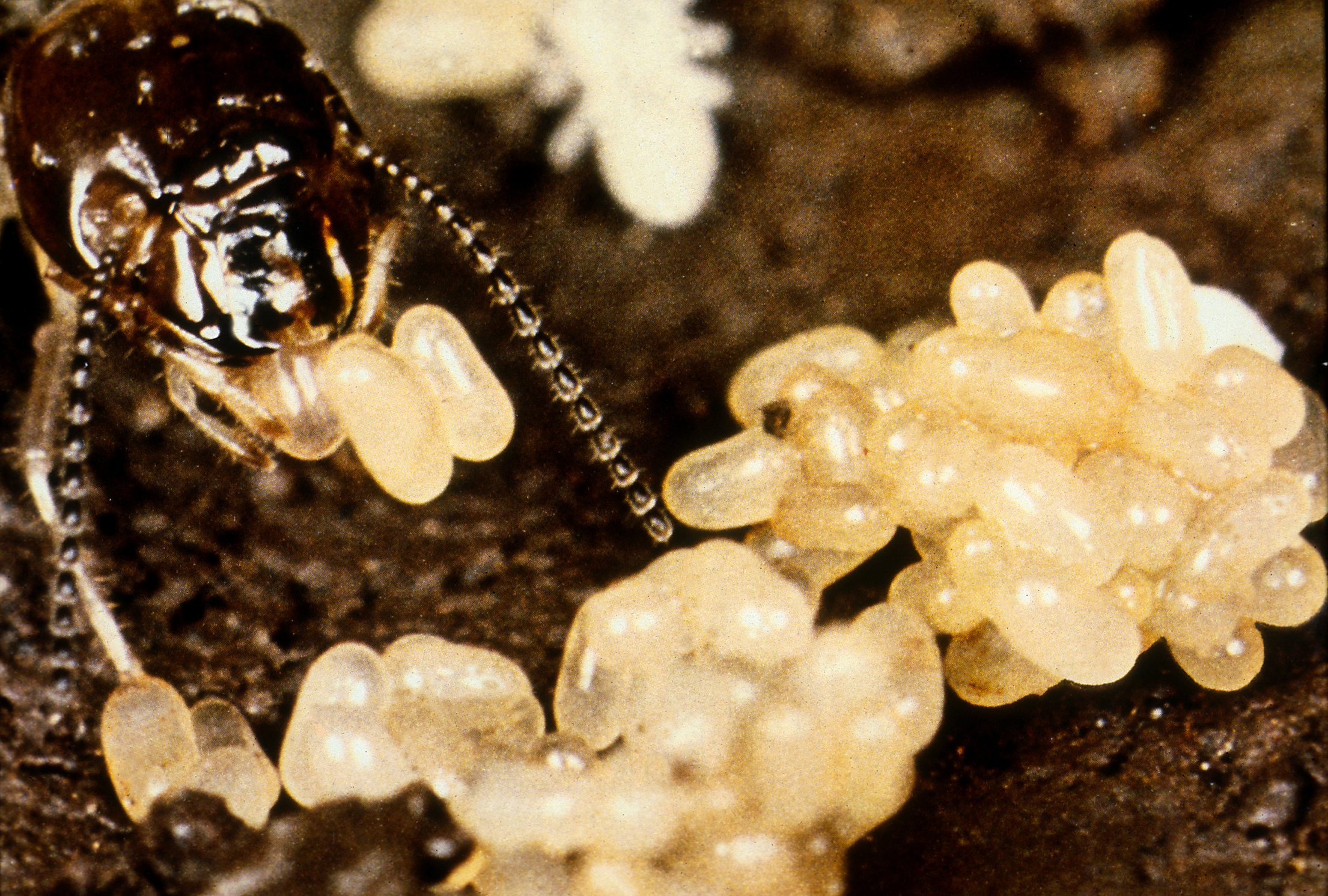
Een jonge koningin van een onbekende soort met eieren.

Na enige maanden worden de eieren afgezet in het holletje, dit zijn er hooguit enkele tientallen. De eerste eitjes die de jonge koningin produceert vormen de eerste nimfen die zullen uitgroeien tot werkers en soldaten van de kolonie. Deze zijn zowel van het mannelijke als het vrouwelijke geslacht. Omdat de kolonie wordt geleid door een paartje wordt een termietennest een ouderfamilie. Dit in tegenstelling tot bijvoorbeeld mieren die alleen een koningin kennen en een moederfamilie vormen. Dit komt omdat een mierenkoningin maar één keer paart en het sperma opslaat in een inwendig orgaan. Een termietenkoningin moet regelmatig paren om continu eieren te kunnen produceren.
De eieren hebben een egale bleekgele kleur en een glad en plakkerig oppervlak. Ze worden één voor een afgezet, met uitzondering van de Mastotermes-soorten die de eieren in een eipakketje of oötheek produceren. De vrouwtjes van deze groep bezitten in tegenstelling tot alle andere termieten een ovipositor of legbuis. Zowel het afzetten van de eieren in eipakketten als het bezit van een legbuis komen wel algemeen voor bij de kakkerlakken.
Een jonge koningin is niet veel groter dan de koning en zet nog relatief weinig eitjes af, oudere koninginnen gaan steeds meer eieren ontwikkelen. Dit wordt veroorzaakt door het snel groeiende lichaamsvolume waarbij de eierstokken steeds groter worden. De koningin van de soort Macrotermes bellicosus kan tot 30.000 eieren per dag produceren. Ze legt gemiddeld iedere drie seconden een ei en dit komt neer op elf miljoen eieren per jaar. De koningin is de enige termiet binnen het nest die levensvatbare eieren kan leggen. Zij markeert haar eieren met een speciale geurstof zodat ze als zodanig worden herkend. Als een werkster toch vruchtbaar wordt en eieren gaat produceren worden deze onmiddellijk opgegeten door de andere werkers omdat deze eieren geen geurvlag dragen.

### Larven en nimfen

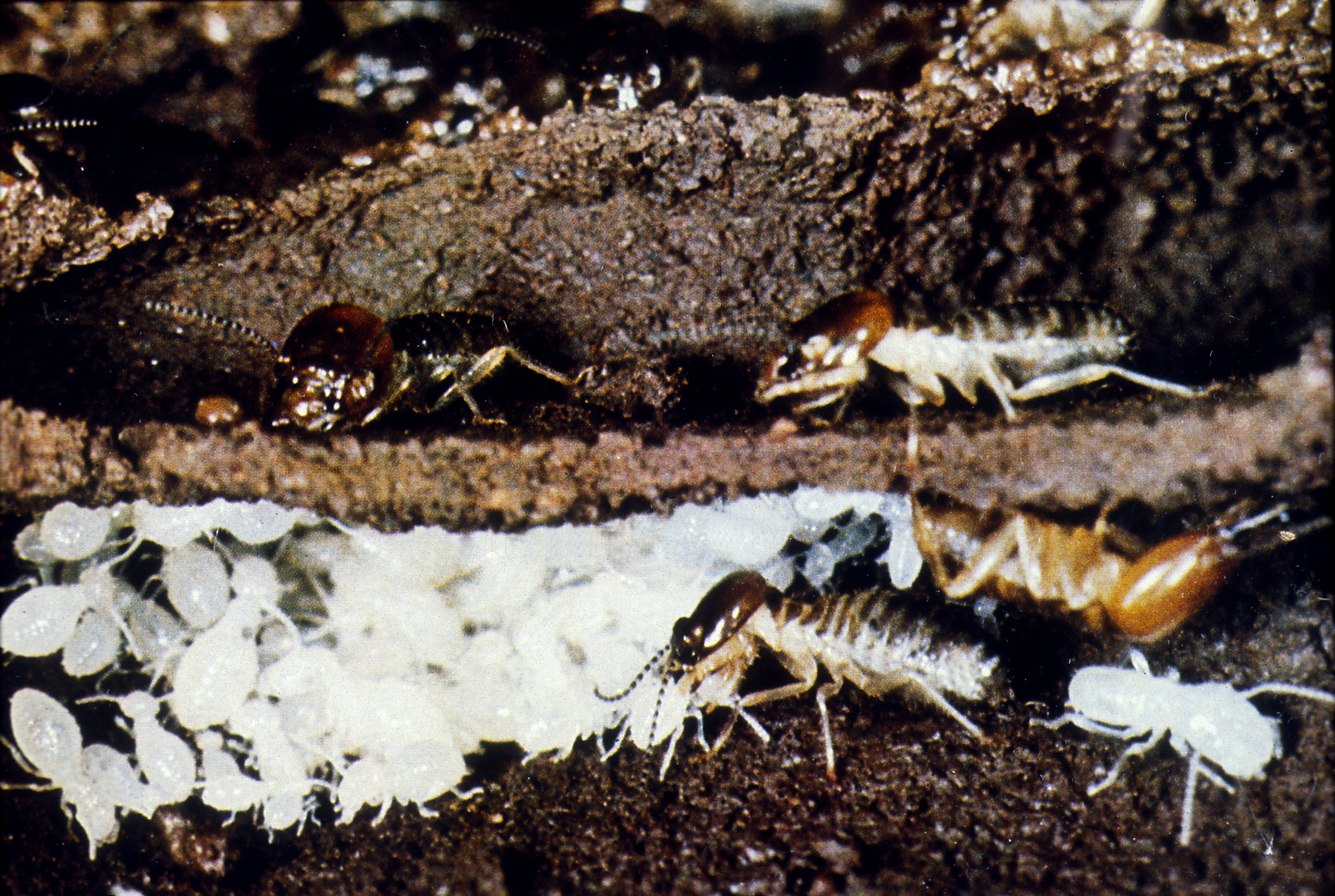
Larven, nimfen en werkers van een onbekende soort.

Uit het ei kruipt een miniatuurversie van de ouderdieren, alleen de vorm van het lichaam en de verhouding ten opzichte van de kop wijken wat af. De jonge termiet is bij zijn geboorte reeds voorzien van volledig ontwikkelde poten, monddelen en antennes. De jongere exemplaren die later de werkers zullen vormen worden de larven genoemd. De juvenielen die later uitgroeien tot gevleugelde exemplaren zijn na de eerste vervelling al herkenbaar aan de kleine vleugelstompjes. Zowel de jonge gevleugelde exemplaren als de oudere, maar nog niet volwassen, werkers worden de nimfen genoemd. In een recent gestichte kolonie komen nog geen soldaten of gevleugelde geslachtsdieren voor; alle exemplaren bestaan uit werkers.
Als de larve voor de eerste keer vervelt breekt het nimfstadium aan. De nimf vervelt enige malen waarbij het lichaam steeds groter wordt en het lichaam na iedere stap meer begint te lijken op de volwassen werkers of soldaten. Als de nimf voor de laatste maal vervelt breekt het adulte stadium aan, dit wordt ook wel imago genoemd. Vanaf dat moment verandert de termiet niet meer. Omdat termieten polymorf zijn komen binnen een soort verschillende vormen voor. De nimfen kunnen zich ontwikkelen tot vier mogelijke vormen; de meesten zullen zich transformeren tot werker en veel exemplaren van het andere deel zal zich ontwikkelen tot soldaat. Daarnaast komen 'reserve'koningen en koninginnen uit, die ook wel als secundair worden aangemerkt. Soms komt later een tweede generatie tot ontwikkeling die dan de tertiaire koningen en koninginnen worden genoemd.
Zowel de soldaten als de werkers hebben wel geslachtsorganen maar deze zijn rudimentair. Daarnaast hebben ze zelden ogen, in tegenstelling tot de geslachtsrijpe individuen. Ook de vleugels komen nooit tot ontwikkeling, ze zijn zelfs niet in aanleg aanwezig. Biologen vermoeden dat de soldaten en werkers een sterk ontwikkelde vorm van het juveniele stadium vertonen en nooit volledig volwassen worden. Het feit dat de voorhoofdsklier aanwezig blijft is eveneens een sterke aanwijzing dat soldaten en werkers in een juveniel stadium blijven hangen. Dit verschijnsel wordt ook wel pedomorfose genoemd.
De larven en nimfen worden in eerste instantie gevoerd door de oudere larven of de volwassen werkers en het voedsel is vaak al voorverteerd. Hierbij wordt voedsel letterlijk van mond naar mond afgegeven, dit wordt wel trophallaxis genoemd. De larven vervellen tweemaal voordat ze het stadium van arbeider bereiken, ze zijn dan echter nog niet volwassen.

### Arbeiders
De arbeiders zijn onvolwassen dieren die al goed genoeg ontwikkeld zijn om voor het nest en de andere termieten te zorgen. De meeste termieten in het nest worden vertegenwoordigd door de arbeiders en zij worden vaak verward met de werkers. Het verschil is dat de werkers volwassen zijn geworden en ze kunnen dan niet meer veranderen in een andere kaste. De arbeiders bestaan altijd uit onvolwassen exemplaren in verschillende stadia van ontwikkeling. Bij de meeste insecten ontwikkelen de nimfen zich gedurende een bepaalde tijd die slechts beperkt afhankelijk is van de omgevingsomstandigheden zoals de temperatuur. Termieten vervellen in totaal drie of soms vier keer voor ze volwassen worden. Bij de meeste insecten vindt de vervelling plaats als het ontwikkelingsstadium waarin ze zich bevinden volgroeid is, maar bij de termieten kan de groei worden onderdrukt als gevolg van feromonen die door de koningin worden afgegeven. Bij de termieten kunnen de onvolwassen dieren hierdoor lang in een bepaald stadium blijven als gevolg van deze chemische signalen. De arbeiders kunnen nog veranderen in volwassen werkers, maar ook in soldaten en zelfs in gevleugelde volwassen geslachtsdieren.
De arbeiders en werkers worden bij de vliesvleugeligen werksters genoemd omdat ze altijd vrouwelijk zijn. De koninginnen worden nooit vergezeld van een koning en produceren buiten de voortplantingstijd alleen vrouwelijke werksters. De werkers en soldaten van de termieten daarentegen worden vertegenwoordigd door beide geslachten.

## De verschillende kasten

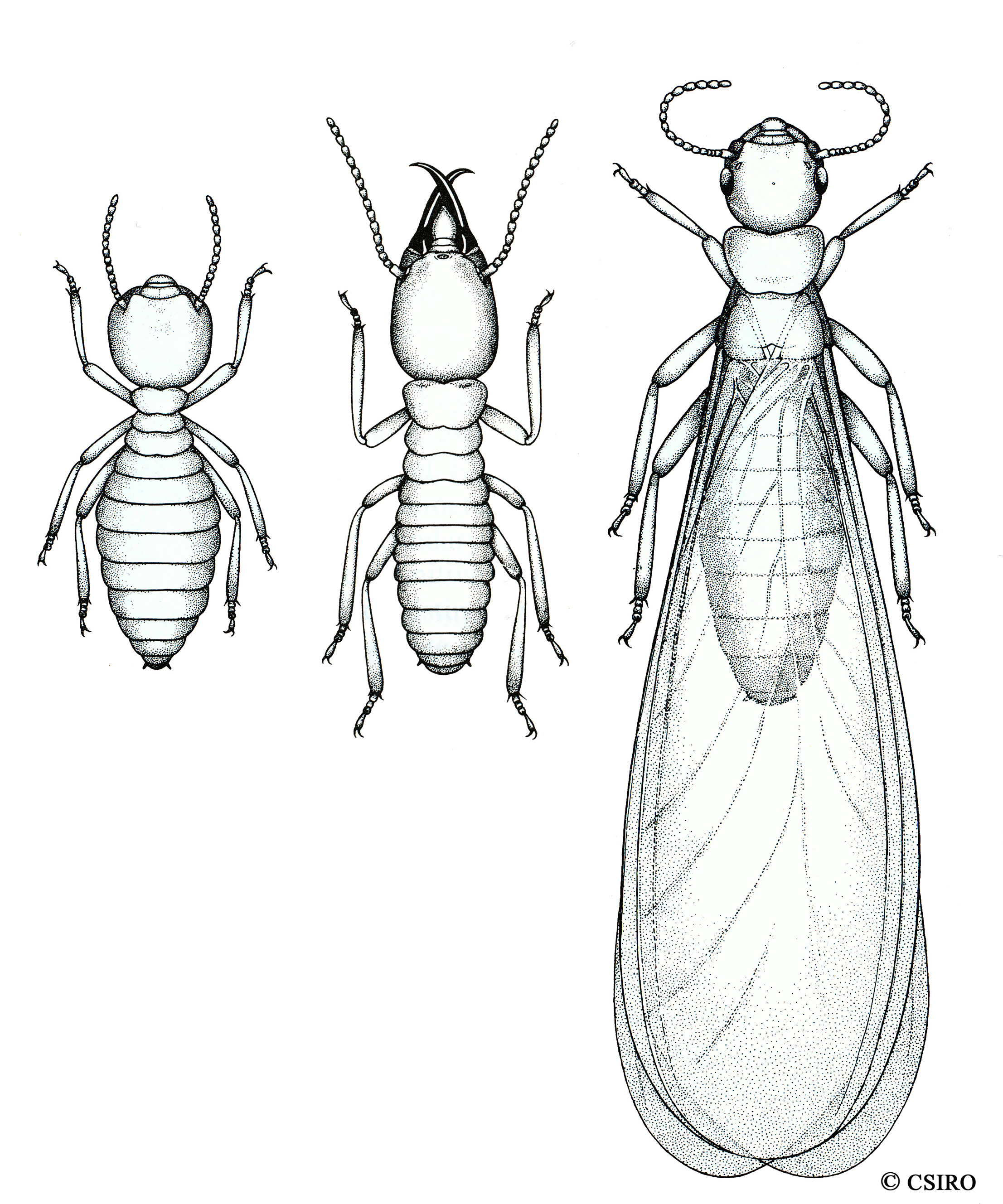
Van links naar rechts; een werker, een soldaat en een geslachtsdier van de soort Coptotermes acinaciformis.

De volwassen termieten worden verdeeld in verschillende groepen die de kasten worden genoemd. De volwassen dieren of imago's vervellen niet meer en kunnen ook niet meer in een andere vorm veranderen, zoals in een soldaat of geslachtsdier. Termieten werken zo nauw samen dat de individuen niet alleen als verschillende exemplaren binnen een kolonie functioneren maar als een enkel organisme kunnen worden beschouwd, dit wordt ook wel een superorganisme genoemd. Bij de heuvelbouwende soorten komt dit het meest tot zijn recht; bij deze soorten bouwen tienduizenden tot miljoenen dieren samen aan de heuvel alsof miljoenen bouwvakkers een flatgebouw maken zonder enige schijnbare vorm van coördinatie. Van alle termieten worden de kolonies van de Macrotermes-termieten wel beschouwd als de meest complexe samenwerking tussen soortgenoten in de natuur.
De verhouding tussen het aantal steriele volwassen dieren en de exemplaren die zich kunnen voortplanten (de geslachtsdieren) binnen een kolonie wordt bepaald door de koningin die verschillende hoeveelheden hormonen kan afgeven. Over de meer gespecialiseerde interacties van hormonen en feromonen die de verhouding tussen het aantal soldaten en werkers bepaalt is nog weinig bekend. Zowel de werkers als de soldaten kunnen een leeftijd van twee tot vier jaar bereiken wat relatief oud is in vergelijking met andere insecten.

### Werkers
De werkers worden soms ten onrechte arbeiders genoemd. De term arbeiders wordt gebruikt voor de onvolwassen dieren. Ze hebben geen effectieve vorm van verdediging zoals stekels of krachtige kaken en worden beschermd door de soldaten omdat ze weerloos zijn als ze worden aangevallen. Werkers komen niet bij alle termieten voor, de vertegenwoordigers van de primitieve familie Kalotermitidae kennen geen volwassen werkers. Alle jonge werkers worden uiteindelijk geslachtsdieren of soldaten. De werkers voeden hun soortgenoten terwijl zij niet de ouderdieren zijn, dit wordt ook wel alloparentaal gedrag genoemd. 
De werkers hebben de volgende taken;
- Het uitgraven van het nest en het herstellen hiervan als het wordt beschadigd
- Het voeden van de jongere soortgenoten en de soldaten
- Het verzamelen van voedsel
- Het verzorgen en schoonhouden van de eieren en de jonge nimfen

### Soldaten

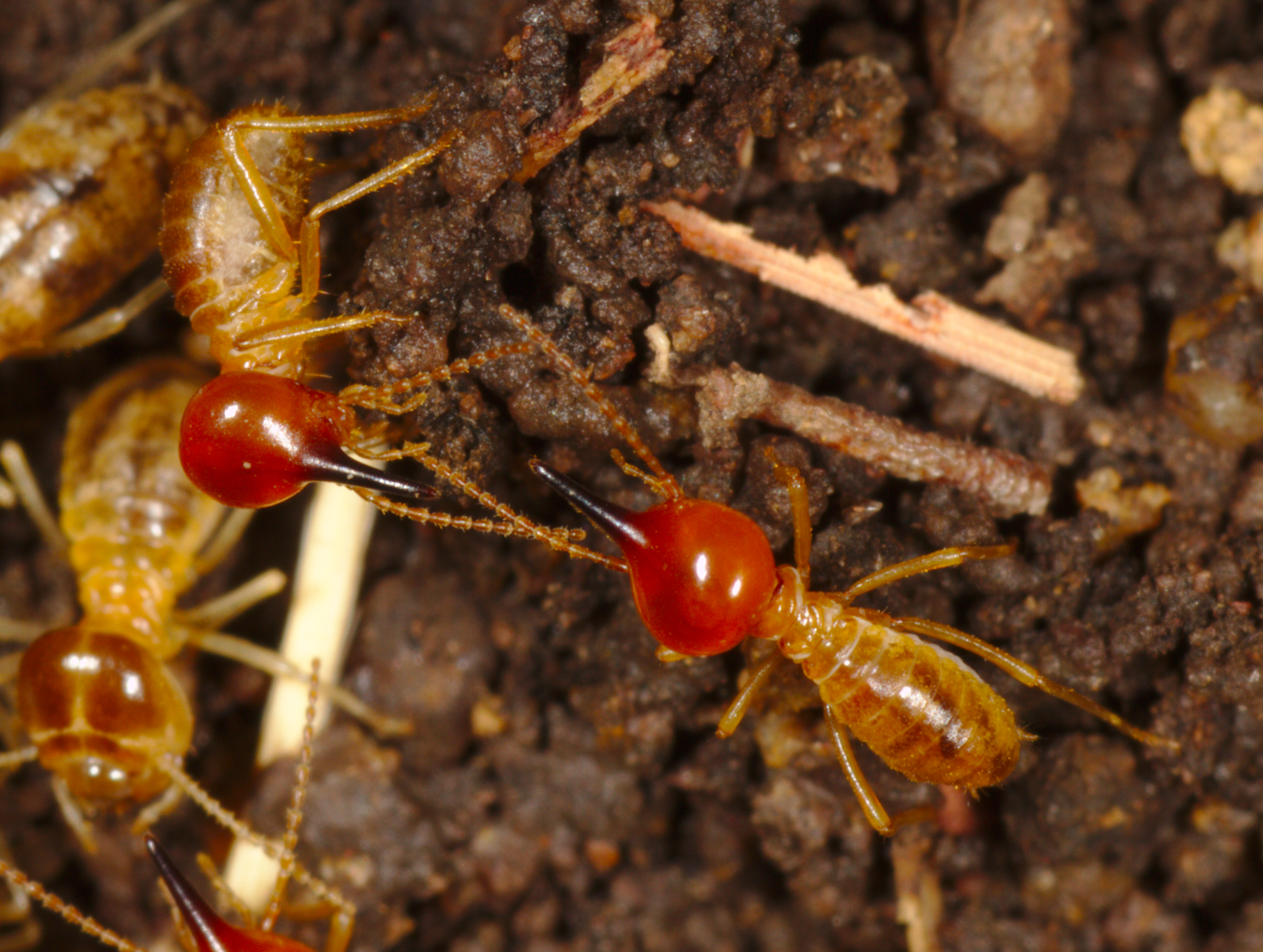
Nasutasoldaten (hier mogelijk Trinervitermites sp.) hebben een puntig uitsteeksel aan de kop waarmee ze afweerstoffen kunnen wegspuiten.

Uit een deel van de nimfen ontstaan werkers die een vergrote kop hebben en vaak vergrote kaken bezitten of waarbij een puntige structuur op de kop aanwezig is. Dergelijke exemplaren worden wel de soldaten genoemd. Soldaten zijn blind en zoeken niet naar voedsel. Ze hebben een grotere kop die is omgevormd tot één groot bijtorgaan. De kop is vaak sterk bepantserd en heeft door de dikkere huid vaak een donkere kleur. Soldaten kunnen meestal geen voedsel opnemen omdat hun monddelen zijn omgevormd tot krachtige kaken. Ze worden daarom meestal gevoed door de werkers. Bij andere soorten zijn de soldaten wel in staat om te eten maar lijken ze niet te weten hoe ze voedsel moeten zoeken. Ze zijn hierdoor afhankelijk van de werkers die ze voorzien van voedsel door het via de monddelen uit te scheiden. De werkers bieden hierbij voedsel aan dat al is verkleind en voorverteerd en door de soldaten gemakkelijk kan worden opgenomen.
Bij een aantal soorten, zoals Hospitalitermes medioflavus, ontwikkelen de soldaten zich uit mannelijke werkers tot soldaten maar bij veel andere termieten kunnen zowel mannetjes als vrouwtjes soldaten worden. Soldaten worden ook wel vechtdieren genoemd. Ze waren de eerste onvruchtbare dieren binnen het termietennest, pas later zijn de werkers ontstaan. De soldaten hebben als taak het nest, de koningin en de vele werkers die het nest uitbouwen te beschermen. Soldaten ontstaan bij veel heuvelbouwende soorten pas als de kolonie een bepaalde leeftijd heeft bereikt. Het aanbreken van dit stadium kan -afhankelijk van de termietensoort- jaren duren.
De soldaten vertonen verschillende manieren van verdediging om vijanden af te weren. De soldaten van de meeste soorten hebben een vergrote kop met goed ontwikkelde, krachtige kaken. Hiermee kunnen ze delen van kleinere vijanden afbijten of grotere dieren ernstig irriteren. De andere groep bestaat uit soldaten met sterk gereduceerde kaken. Zij hebben een kegelachtig uitsteeksel op hun kop dat dient als een soort spuit. Ze kunnen er een kleverige en voor andere insecten giftige stof mee over hun vijanden spuiten als ze te dicht bij komen. Deze soldaten worden nasuta-soldaten genoemd, van het Latijnse nasutus, dat 'neus' betekent.
De soldaten hebben verschillende taken;
- Het beschermen van de koning en de koningin
- Het beschermen van het nest, zoals het bewaken van de ingangen
- Het bewaken van de voedselvoorraden
- Het begeleiden van de termieten die buiten het nest voedsel verzamelen

### Geslachtsdieren

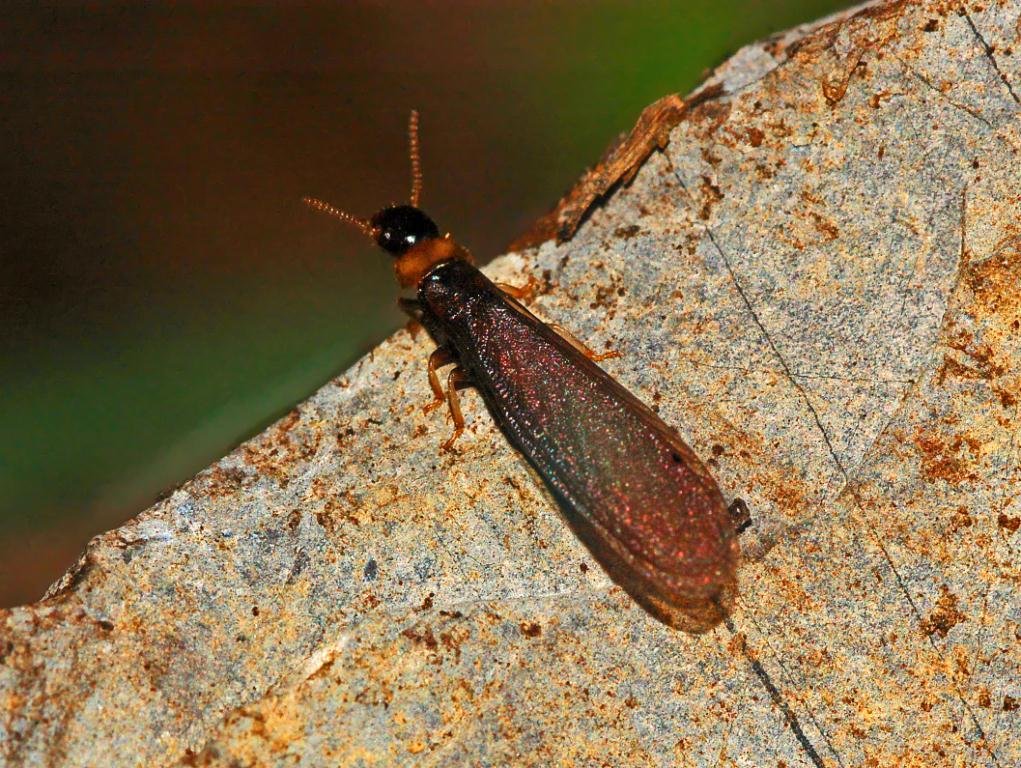
De geslachtsdieren zijn de enige termieten met vleugels. Afgebeeld is Kalotermes flavicollis uit Italië.

Slechts eens in de zoveel tijd ontwikkelen zich de gevleugelde en geslachtsrijpe exemplaren die vervolgens uitzwermen en nieuwe kolonies starten. De gevleugelde termieten zijn groter dan de werkers en de arbeiders en hebben een spanwijdte van ongeveer tien tot 87 millimeter, afhankelijk van de soort. De mannetjes zijn nauwelijks te onderscheiden van de vrouwtjes tijdens het zwermen. Gevleugelde termieten worden de geslachtsdieren genoemd. Ook de koning en de koningin zijn ontstaan uit geslachtsdieren.
Termieten zijn slechte vliegers, ze gebruiken voornamelijk de wind om zich te verspreiden. Ze komen meestal niet erg ver en verzamelen zich in bomen en grote struiken. De meeste soorten zwermen overdag en kunnen soms overlast veroorzaken door de enorme hoeveelheden exemplaren. De zwermen worden soms door de radarsystemen van weerstations aangezien voor grote regenwolken. Er zijn ook soorten die 's nachts zwermen, deze soorten komen op kunstmatige lichtbronnen zoals lampen af.
Gevleugelde termieten zijn net als de werkers weerloos tegen vijanden en zijn gevoelig voor uitdroging. Het overgrote deel sterft binnen korte tijd of wordt opgegeten door roofdieren. Niet bij alle soorten termieten komen de gevleugelde exemplaren binnen korte tijd tevoorschijn. Bij sommige soorten sluipen de geslachtsdieren meer gedoseerd uit en zij zijn gedurende een langere periode te zien. De geslachtsdieren kunnen zelf geen voedsel verkleinen met hun monddelen en worden gevoed door de werkers. Eenmaal buiten het nest eten zij helemaal niet meer.
De gevleugelde geslachtsdieren komen pas tot ontwikkeling als de kolonie een bepaalde grootte heeft bereikt, dit is afhankelijk van de soort. Een nieuw gestichte kolonie heeft vaak enige tijd nodig om geslachtsrijpe, gevleugelde exemplaren voort te brengen. Bij veel soorten komen pas na twee tot vier jaar de gevleugelde exemplaren naar buiten, die zich vervolgens gaan verspreiden. Het aantal hangt af van de grootte van de kolonie, een kolonie wordt groter naarmate deze ouder wordt. De termietenzwermen bestaan zowel uit mannelijke als uit vrouwelijke exemplaren. Ze komen pas tevoorschijn als bepaalde omstandigheden ideaal zijn, zoals de temperatuur, de luchtvochtigheid en de hoeveelheid licht. Bij de meeste termieten zwermen de geslachtsdieren in de regentijd na de eerste grote regenbui. Veel soorten leven in droge gebieden en de bodem is alleen gedurende de regentijd zacht genoeg om in te graven.

### Koningin en koning

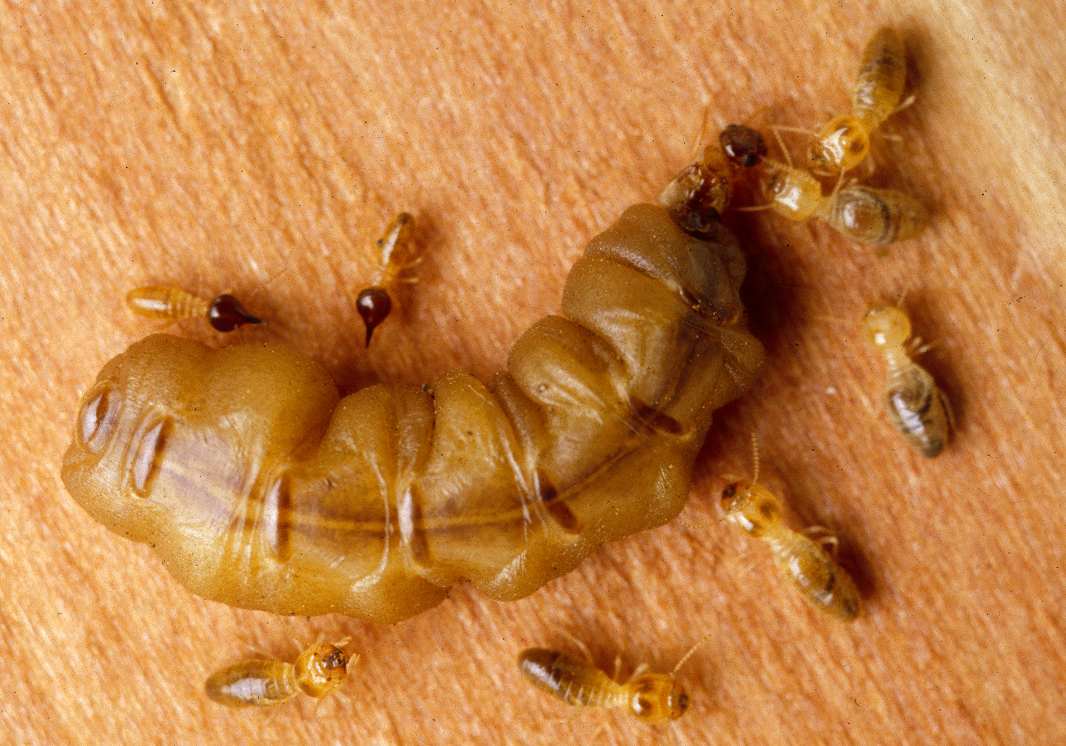
Een koningin van de soort Nasutitermes exitiosus, omringd door werkers en nasutasoldaten.

De koningin wordt uiteindelijk veel groter dan de andere termieten. De kop en het borststuk van de koning en koningin zijn ongeveer even groot maar het achterlijf van de koningin is bij de meeste soorten sterk geëxpandeerd. Bij sommige groepen, zoals de Kalotermitidae, wordt de koningin niet veel groter dan de geslachtsdieren. Bij andere groepen echter wordt zij vaak zo groot dat ze zich niet meer kan bewegen. Ze verblijft haar gehele leven in een speciale kamer die de 'koninginnenkamer' wordt genoemd. De koningin kan zichzelf ook niet schoonhouden. Ze wordt permanent verzorgd door een klein groepje werkers die de koningin voorzien van voedsel, de afgezette eieren afvoeren en haar lichaam schoonhouden.
De meeste volwassen insecten leven slechts enkele weken tot maanden maar van termieten is bekend dat de koningin vele jaren kan leven. Lange tijd werd gedacht dat een termietenkoningin zelfs een leeftijd zou kunnen bereiken van 50 tot zelfs 100 jaar. Tegenwoordig schatten biologen de maximale leeftijd op 25 jaar. Bij de meeste soorten komen de koning en de koningin hun hele leven niet meer uit hun nestkamer, de uitgangen hiervan zijn ook te klein voor het paar om door te kruipen.
Bij de termieten die een nomadisch leven leiden hebben de koning en koningin geen vaste verblijfplaats. Ze verplaatsen zich steeds van de ene naar de andere cel van het nest via de tussenliggende gangen. De werkers moeten deze gangen soms wat uitknagen omdat de koningin letterlijk 'hoog' bezoek is en anders niet door de gangen past.
Zolang de koningin feromonen produceert worden de werkers niet vruchtbaar. Als zij sterft worden de onderdrukkende hormonen niet langer afgegeven en komen de secundaire koninginnen tot ontwikkeling. Als een koning sterft wordt deze vervangen door een van de geslachtsdieren; een mannetje dat zich al in het nest bevindt en geslachtsrijp is. Een dergelijke koning wordt een secundaire koning genoemd. In heel grote nesten komen de secundaire geslachtsdieren soms dusdanig geïsoleerd van de koningin voor dat ze niet meer blootstaan aan haar hormonen. Ze zwermen dan niet uit maar kunnen zich ontwikkelen binnen een deel van de bestaande termietenstaat en bouwen een sub-kolonie in het bestaande nest.

## Ecologie

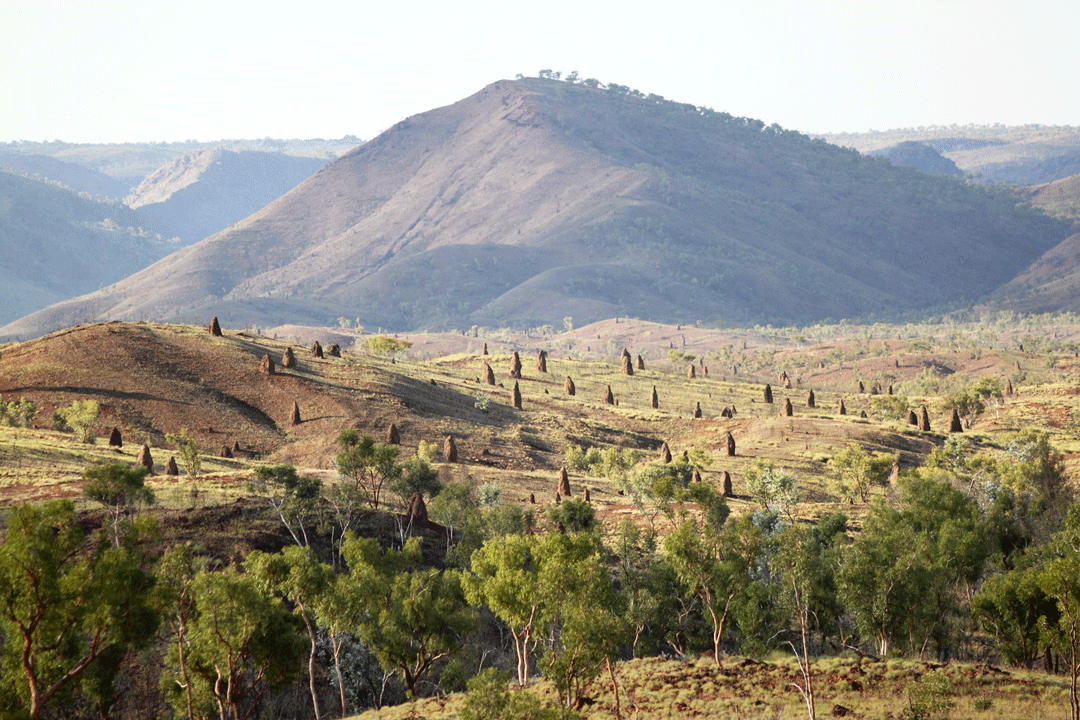
Termietenheuvels in het landschap van West-Australië.

Termieten hebben in een aantal streken een grote ecologische impact omdat ze hier massaal voorkomen. In delen van Kameroen kunnen ongeveer 100 miljoen termieten per hectare worden gevonden. In sommige werelddelen wordt het landschap deels bepaald door de heuvels van termieten. In alleen al het noordelijke deel van Nationaal park Kruger zijn ongeveer 1,1 miljoen bewoonde termietenheuvels aanwezig, naast minstens even zoveel verlaten heuvels.
In savannes is de aanwezigheid van termieten door hun bouwsels in het overwegend kale landschap goed te zien. Termieten zijn wat betreft levenswijze in te delen in twee groepen; soorten die een tijdelijk nest bouwen om een voedselbron heen en soorten die een permanent nest maken en actief op zoek gaan naar voedsel. Alle heuvelbouwende soorten behoren tot deze laatste groep.
Termieten en mieren zijn relatief kleine groepen: het soortenaantal bedraagt ongeveer 1 procent van het totale aantal insectensoorten. Maar door de enorme aantallen vormen termieten en mieren samen meer dan vijftig procent van de totale biomassa van insecten.
Daarnaast eten termieten grote hoeveelheden dood hout dat zo wordt omgezet in mineralen die terugkomen in de natuur. Deze door termieten verteerde stoffen kunnen makkelijk worden opgenomen door planten om te groeien. Termieten breken dood hout af tot kleine deeltjes die deels zijn verteerd en hierdoor eenvoudig verder verteerbaar zijn voor bacteriën en schimmels. Hierdoor spelen termieten een rol als grondverbeteraar, vergelijkbaar met regenwormen. Van alle dieren die in tropische regenwouden leven zijn termieten met afstand de belangrijkste groep afvaleters.
Termieten bepalen in veel delen van de wereld het landschap door hun vele en goed zichtbare termietenheuvels die soms massaal kunnen voorkomen. Ook zouden termieten verantwoordelijk zijn voor feeëncirkels die voorkomen in de Namibwoestijn en delen van Australië. Feeëncirkels zijn tot twaalf meter brede, kale en cirkelvormige plekken in met gras begroeide gebieden die decennialang kunnen standhouden. Het is echter nog niet geheel duidelijk of termieten direct verantwoordelijk zijn voor dit verschijnsel. Uit onderzoek in 2023 bleek dat in Australië wellicht oogsttermieten uit het geslacht Drepanotermes verantwoordelijk zijn voor de lang onbegrepen cirkels.

### Voedsel

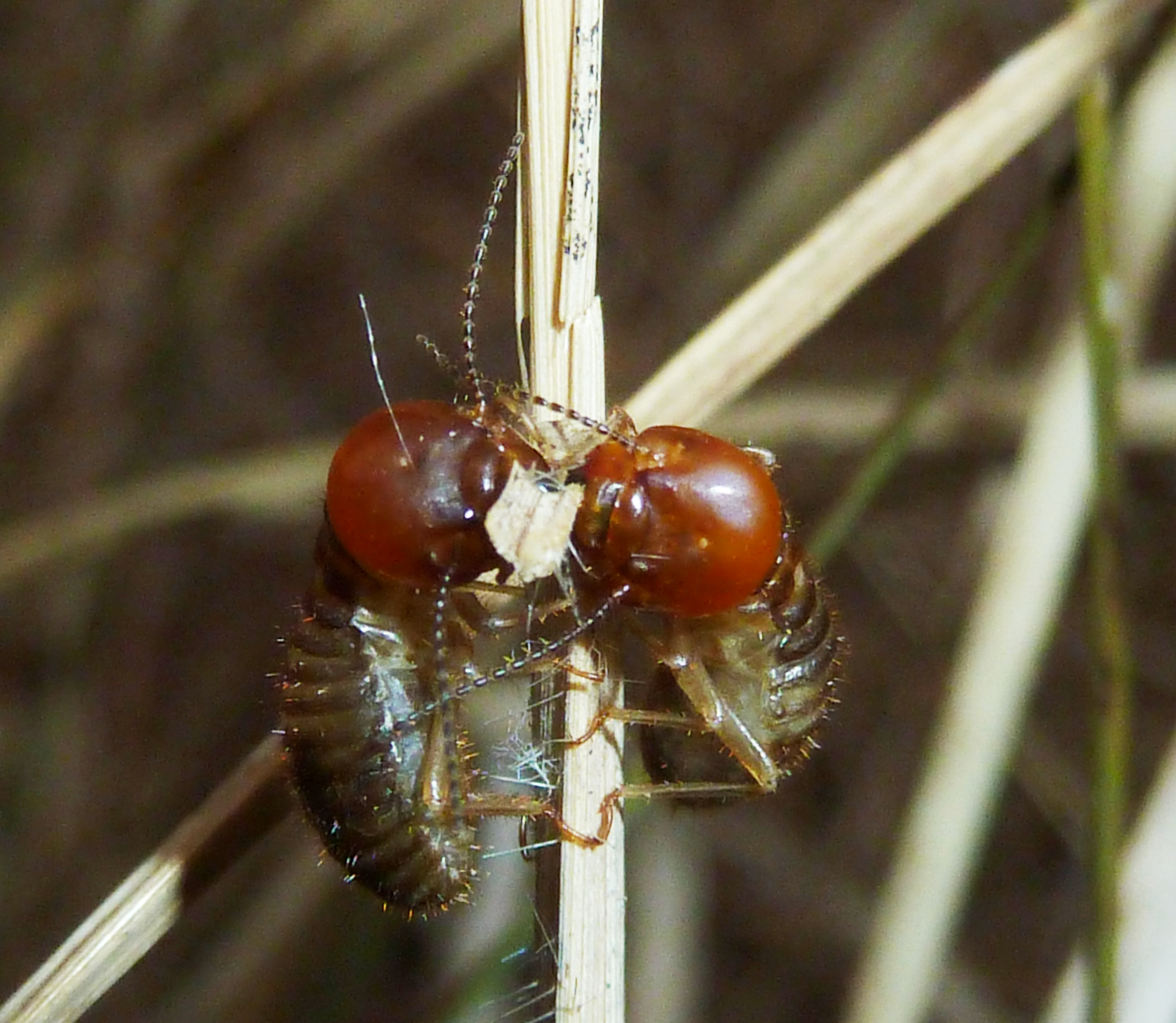
Twee termieten knagen aan een plantenstengel. De kop is vergroot en rond, het borststuk en achterlijf hebben geen insnoering.

Termieten zijn uniek in het feit dat ze uitsluitend leven van cellulose. Er is geen enkele soort bekend die leeft van andere dieren of andere voedselrijke plantaardige producten zoals fruit of nectar. De voedingsstoffen worden onttrokken uit verschillende bronnen. Termieten zijn grofweg in te delen in vier groepen als het de voedselgewoonten betreft.
De meeste soorten eten dode en verdorde delen van gras of hout, andere soorten eten daarnaast levende plantendelen. De derde groep bestaat uit de termieten die het substraat opeten dat rijk is aan plantendelen. Deze laatste groep wordt gevormd door termieten die leven van humus op een relatief voedselarme bodem. Termieten leven altijd in gebieden waar enige vorm van plantengroei aanwezig is. Ze ruimen de dode delen van planten op, zoals dode bladeren, takken, omgevallen bomen, droog en nat dood hout, sterk gecomposteerd hout en ook bladeren of hout dat onder een laagje zand ligt wordt gebruikt als voedsel. Iedere familie van termieten heeft zo zijn eigen voedselpreferenties.
De vertegenwoordigers van de familie Termitidae eten alleen rottende plantendelen zoals vermolmd hout, dat al is aangetast door bacteriën en schimmels. Zij hebben geen celluloseverterende organismen in de darmen, de middendarmen zijn wel langer zodat het voedsel beter verteerd kan worden. De einddarm is bij dergelijke soorten niet vergroot. Termieten kunnen worden ingedeeld op basis van de relatie tussen het voedsel dat ze eten en het substraat waarin ze leven. Veel soorten eten van hetzelfde materiaal als waarin ze leven. Andere termieten moeten af en toe toe voedsel halen in de omgeving van het nest. De derde groep ten slotte moet vrijwel al het voedsel buiten het nest verzamelen.
Het voedsel wordt in de monddelen verkleind en gaat via een slokdarm naar de krop, een soort voormaag. Vervolgens wordt het voedsel naar een middendarm gevoerd waarna het naar de einddarm wordt geleid, waar het wordt verteerd. De afgescheiden afvalstoffen worden deels gebruikt om het nest te bouwen. Cellulose is echter lastig te verteren en de meeste soorten kunnen dit niet zelfstandig. Ze hebben hiervoor verschillende endosymbionten in hun darmen, zoals bacteriën, archaea en zweepdiertjes (Flagellata). Deze verteren het voedsel voor zodat de termiet de hierbij vrijkomende voedingstoffen kan opnemen. Dergelijke termieten hebben een duidelijk vergrote einddarm die dient als een soort inwendige composthoop. De pas uit het ei gekropen nimfen van dergelijke soorten hebben nog geen eencellige organismen in hun darmen omdat deze bij de geboorte nog niet aanwezig zijn.
Bij de meeste termieten nemen alleen de werkers en de arbeiders voedsel op, zij voeden vervolgens de overige kasten zoals de soldaten en de koning en koningin. Hiertoe wordt het voedsel uitgebraakt waarna het door de soortgenoot wordt opgenomen. Soms wordt het voedsel deels voorverteerd en wordt het via het achterlijf afgegeven. Bij de basalere soorten sterven de micro-organismen voorafgaand aan een vervelling als gevolg van hormonale veranderingen in het lichaam van de termiet. Door voedselafgifte van soortgenoten worden de celluloseverterende organismen aan elkaar overgebracht.
De oogsttermieten brengen cellulose in het nest naar speciale kamers waar schimmels worden gekweekt. Het hout wordt eerst fijngekauwd en wordt in de vorm van een sponzige bodembedekking gedeponeerd. Deze schimmels hebben dezelfde taak als de eencelligen in de darmen, alleen vindt de voorvertering buiten het lichaam plaats. Het betreft vooral schimmels uit de stammen zakjeszwammen (Ascomycota) en steeltjeszwammen (Basidiomycota) die vruchtlichamen (paddenstoelen) produceren. Voorbeelden zijn schimmels uit de geslachten Termitomyces en Termitosphaera, beide geslachten zijn vernoemd naar hun symbiose met de termieten. De schimmels worden weliswaar opgegeten door de termieten maar kunnen zich ook verspreiden doordat hun vruchtlichamen (paddenstoelen) vaak op de termietennesten te vinden zijn. Zo kunnen de schimmels zich verder uitzaaien naar andere gebieden.

### Vijanden

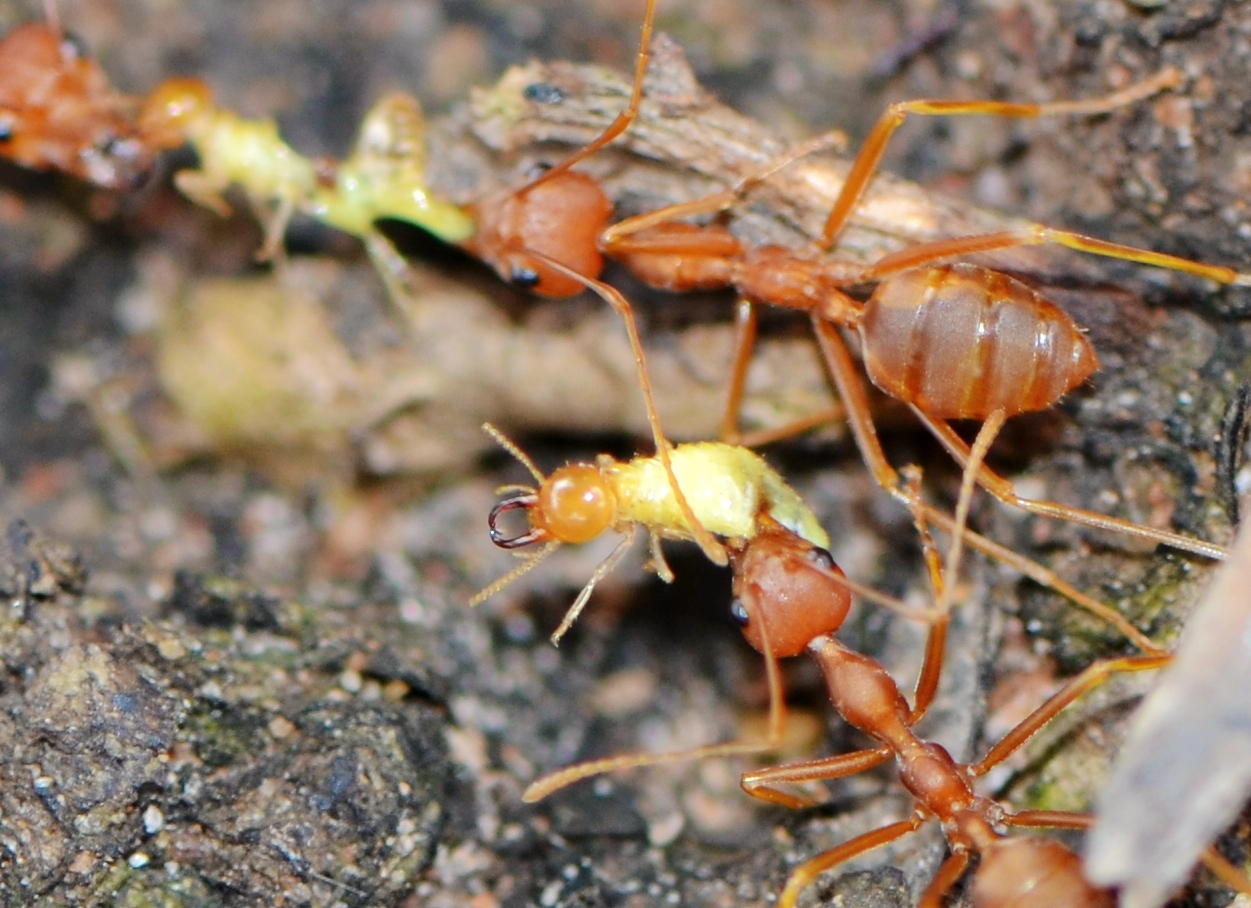
Mieren vallen een termietenvolk aan, afgebeeld is de termietensoort Globitermes sulphureus.

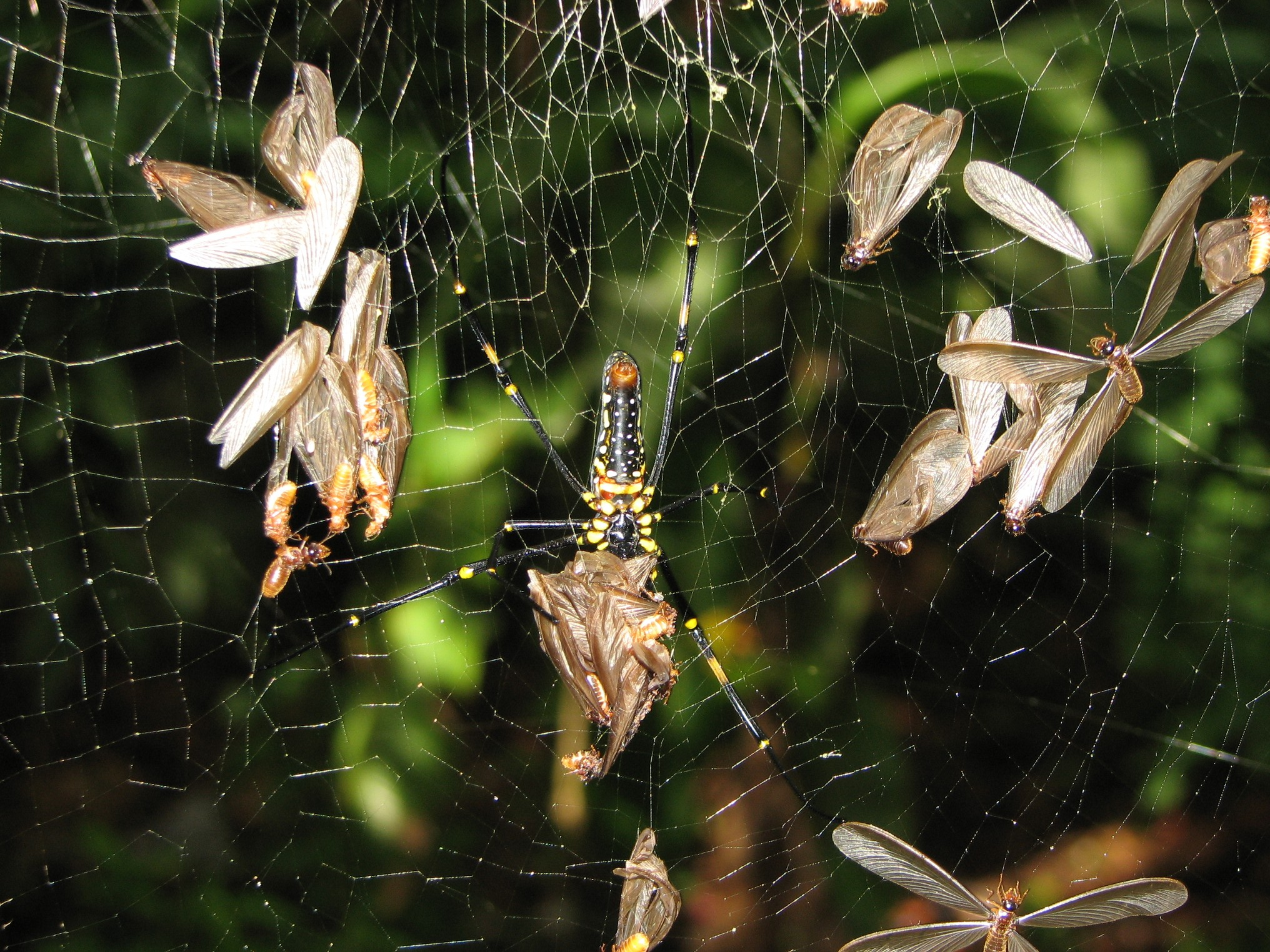
Als termieten gaan zwermen worden insectenetende dieren overspoeld met prooien, afgebeeld is de spin Nephila pilipes met een web vol gevleugelde termieten.

Termieten worden gegeten door een breed scala aan dieren, met name als de dieren gaan zwermen en grote aantallen vliegende termieten tevoorschijn komen. Vooral in gebieden waar de termieten uitzwermen voordat de natte tijd aanbreekt zijn termieten een welkome bron van vetten en eiwitten. Bij veel dieren breekt dan de voortplantingstijd aan en hiervoor is veel energie nodig. Dieren als vogels en zoogdieren moeten veel voedsel opnemen voor de ontwikkeling van het nageslacht.
Een aantal dieren leeft vrijwel geheel of uitsluitend van termieten. Voorbeelden van termietenspecialisten zijn verschillende zoogdieren zoals het aardvarken (Orycteropus afer), de aardwolf (Proteles cristatus) en alle soorten uit de familie schubdieren (Manidae), die ook wel termieteneters worden genoemd. De mierenegel (Tachyglossus aculeatus) eet ondanks zijn naam ook veel termieten. Chimpansees eten eveneens graag termieten, zij gebruiken soms een stok die in het nest gestoken wordt. De soldaten zien de stok als vijand en bijten zich vast. Als de stok wordt teruggetrokken blijven de soldaten met hun kaken aan de stok hangen en kan de chimpansee ze veilig opeten.
Verschillende kikkers eten in hoofdzaak termieten, zoals de roodstreepkikker (Phrynomantis bifasciatus), de gemarmerde graafkikker (Hemisus marmoratus) en de katholieke kikker (Notaden bennettii). De meeste draadwormslangen (familie Leptotyphlopidae) leven grotendeels ondergronds en eten vrijwel uitsluitend termieten. Ten slotte zijn er ook verschillende vogels die voornamelijk termieten buitmaken, zoals de groene kakelaar (Phoeniculus purpureus) en de termietenspecht (Pardipicus nivosus), die ook wel mieren eet.
Een voorbeeld van een geleedpotige die zich in termieten heeft gespecialiseerd is de kleine marmerschorpioen (Lychas marmoreus). De belangrijkste vijanden van termieten zijn ongetwijfeld de mieren. Alle andere bekende vijanden kunnen een kolonie wel verzwakken maar mieren zijn de enige vijanden die een termietengemeenschap geheel kunnen vernietigen. Mieren voeren een massale aanval uit op het termietennest waarbij de soldaten en werkers met een steek van de angel worden verlamd en naar buiten worden gesleept. De mieren brengen de verdoofde prooien vervolgens naar hun nest waar de termieten aan stukjes worden gekauwd en aan de mierenlarven worden gevoerd.
Veel dieren die van insecten leven maken ook termieten buit als ze de kans krijgen maar zijn niet per se gespecialiseerd. Een aantal Afrikaanse trekvogels heeft hun jaarritme gesynchroniseerd op het uitzwermen van termieten. Ze komen pas in de gebieden waar ze voedsel opnemen als er veel termietenzwermen zijn. De rest van het jaar leven ze echter van andere ongewervelden. Sommige vleesetende wespen voorzien hun larven van enorme aantallen termieten als deze in groten getale voorhanden zijn.
Verschillende uitgestorven dieren hadden zich waarschijnlijk gespecialiseerd in het eten van termieten. Alvarezsaurus uit het Late Krijt kwam bij zijn prooi door de heuvels open te breken. Ook van Fruitafossor uit het Tithonien wordt vermoed dat het dier termietenheuvels open groef met behulp van zijn stevige voorpoten.

### Verdediging
Bij de termieten worden de soldaten ingezet om de koningin, het nest en de werkers te verdedigen. De koningin zit diep in het nest en is moeilijk te bereiken voor vijanden. Bij de soorten die foeragerende werkers hebben die in het open veld naar voedsel zoeken gedragen de soldaten zich als persoonsbeveiliging door aan de buitenzijde van de colonne werkers mee te lopen. De soldaten gebruiken hun chemische en fysieke verdedigingsmechanismen op verschillende manieren. Termieten, ook de soldaten, hebben nooit een angel en er is van geen enkele soort bekend dat een vergif kan worden gebruikt. Met hun grote kaken kunnen ze echter gemeen bijten en veel soorten kunnen ook de menselijke huid beschadigen.
De soldaten zwaaien met hun kop om soortgenoten te alarmeren. Bij een aanval rennen de soldaten het nest uit om de vijand te overweldigen. De soldaten geven nooit op, zelfs als ze sterk in de minderheid zijn. Van de Aziatische soort Globitermes sulphureus is bekend dat de soldaten bij verstoring van het nest een extreme vorm van altruïsme vertonen. Zij laten een klier in het borststuk openbarsten zodat een gelige substantie vrijkomt die bij aanraking met de lucht zeer plakkerig wordt. Een aanvallende mier zal proberen zich van de kleverige vloeistof te ontdoen wat het alleen maar erger maakt. Uiteindelijk zal de aanvaller uitgeput raken en sterven, er is ook beschreven dat andere termieten in de kleefstof verstrikt raken en er niet meer uitkomen. De soldaten zelf lopen hierbij zware lichamelijke schade op en overleven deze rigoureuze strategie niet. Bij andere soorten, zoals Neocapritermes taracua kennen de werkers dit verschijnsel. De werkers die zichzelf opofferen blokkeren uiteindelijk de tunnels zodat de mieren worden opgehouden. Dit verdedigingsmechanisme wordt autothysis genoemd.
Andere soorten trekken zich terug en sluiten de tunnels af met hun eigen lichaam, hiervoor wordt de kop gebruikt en bij dergelijke soorten is deze vaak voorzien van opstaande richels of kammen zodat meer grip wordt geboden. De soldaten klemmen zich vast in de tunnels naar het eigenlijke nest. Een van de belangrijkste verdedigingsstrategieën van geslachtelijke termieten is de grote hoeveelheid gevleugelde exemplaren die gevormd worden in het nest en vaak massaal uitvliegen voor de bruidsvlucht. De geslachtsdieren zijn kwetsbaar maar door de enorme hoeveelheid exemplaren wordt de kans dat enkele dieren het overleven en een nieuwe kolonie stichten vergroot. Een dergelijke strategie is beschreven bij de mieren, maar ook bij heel andere insecten zoals cicaden en zelfs sommige gewervelde dieren zoals kikkers.

### Commensalen
Termieten leven vaak samen met dieren die gebruik maken van het termietennest maar geen directe schade veroorzaken. Een dergelijke interactie tussen twee organismen waarbij het ene voordeel heeft en het ander geen schade ondervindt wordt wel commensalisme genoemd. De nesten van termieten worden door kleine dieren gebruikt om in te schuilen, zoals tijdens de nacht maar ook bij bosbranden. Verlaten termietennesten worden door grote plantenetende zoogdieren gebruikt om mineralen op te nemen, waar de nesten rijk aan zijn. Verschillende dieren gebruiken de heuvels om hun eieren in te leggen. De vlagstaartijsvogel (Tanysiptera galatea) bijvoorbeeld bouwt zijn nesten in bouwsels van termietensoorten die in bomen leven. De uitgestorven paradijsparkiet (Psephotellus pulcherrimus) maakte zijn nesten in termietenheuvels op de grond.
Ook van verschillende reptielen is bekend dat de eieren in een termietennest worden afgezet, zoals de toornslang Amphiesma stolatum, de bochelschildpad (Mesoclemmys gibba) en de bonte varaan (Varanus varius).

### Klimaatverandering
Termieten produceren gassen bij het verteren van hun voedsel. Onder andere koolstofdioxide en methaan worden uitgestoten en dit zijn belangrijke broeikasgassen.
Van termieten wordt wel beweerd dat ze jaarlijks grote hoeveelheden broeikasgassen uitstoten. Dit is gebaseerd op verouderde aannames die echter wel in veel literatuur terug te vinden zijn. In de jaren 80 werd verondersteld dat termieten tot 150 miljoen megaton methaan per jaar uitstootten, tot 40% van de jaarlijkse globale uitstoot uit alle natuurlijke en niet-natuurlijke bronnen. Tegenwoordig weten biologen dat deze aantallen veel lager liggen. Volgens recente schattingen stoten termieten ongeveer 20 miljoen megaton methaan uit wat ongeveer twee procent van de wereldwijde uitstoot is. Daarnaast wordt door termieten jaarlijks ongeveer 3500 megaton (afwijking van 700Mt) aan koolstofdioxide afgegeven aan de lucht. Dit komt neer op maximaal vier procent van de wereldwijde uitstoot.
Ook ontbossing werd in die tijd toegeschreven aan termieten; zij zouden bomen massaal vellen door ze op te eten. Uit later onderzoek bleek dat termieten geen levende bomen of andere hogere planten eten; alleen sommige grassoorten worden weggeknaagd terwijl ze nog groen zijn.

## Het termietennest

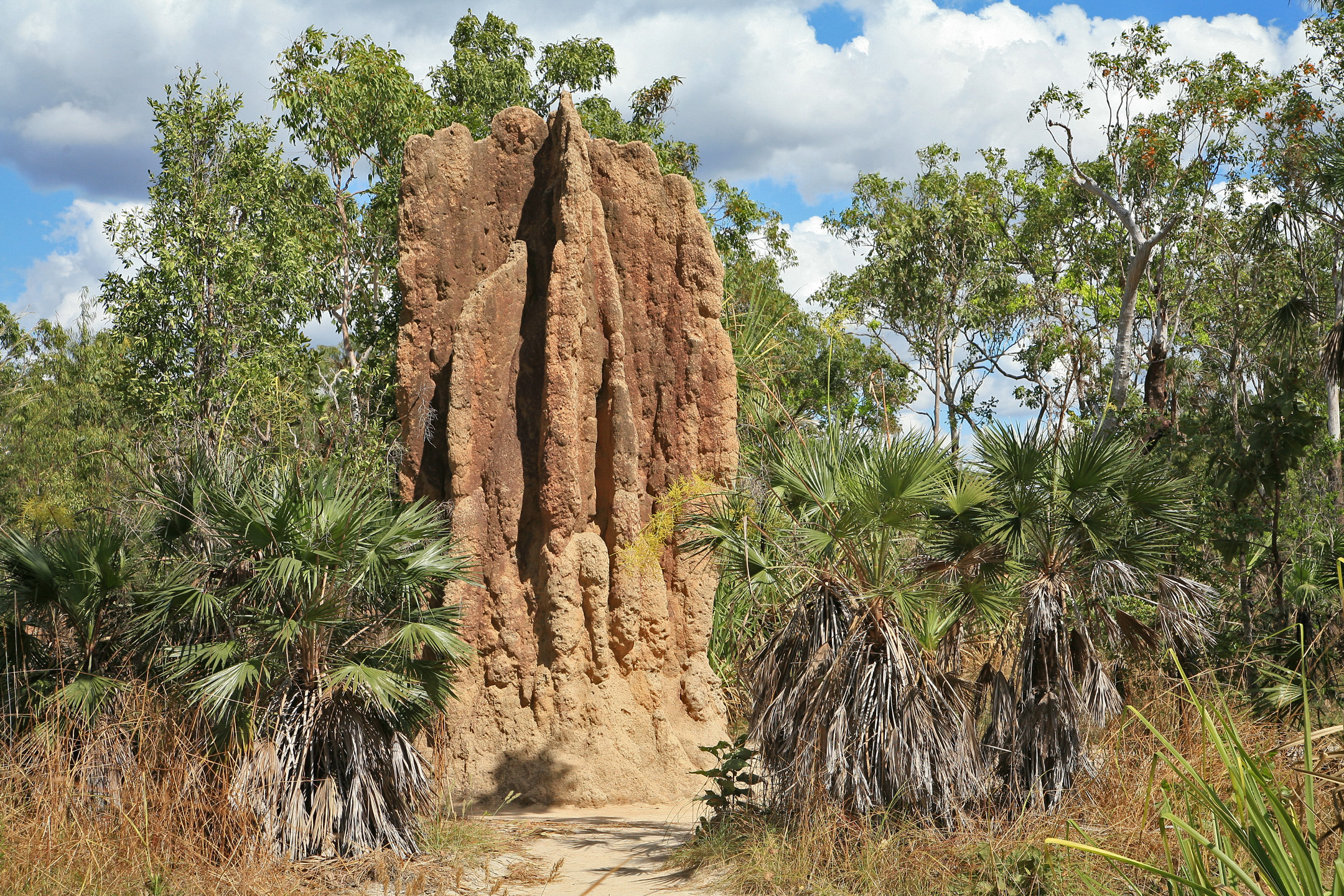
Termietenheuvels kunnen tot acht meter boven de bodem uitsteken.

Termieten staan bekend om de bouwsels waarin ze decennialang kunnen leven. De grotere nesten die duidelijk boven het landschap uitsteken, worden wel termietenheuvels genoemd. Er is geen enkele termietensoort bekend die solitair leeft, alle soorten leven in kolonies die in grootte verschillen van enkele tientallen tot vele miljoenen.
Het nest is afgesloten van de buitenlucht, er zijn wel ventilatieschachten aanwezig om zuurstof aan te voeren. Ook moeten de gassen die in het nest ontstaan door de verteringsprocessen uit het nest worden gevoerd. Termieten kunnen alleen leven binnen een vrij enge temperatuurmarge, als de temperatuur meer dan een paar graden afwijkt worden de dieren inactief en als de afwijking te groot wordt kunnen ze bezwijken. Om de hitte van de dag en de koude van de (woestijn)nacht te bestrijden bouwen veel termieten een nest in de bodem, waar de temperatuur stabiel is.
De concentratie koolstofdioxide is altijd sterk verhoogd, bij de grote nesten vindt gasuitwisseling plaats middels diffusie door de nestwand. De luchtvochtigheid is relatief hoog, als die een lager niveau bereikt dan gewenst smeren de termieten hun speeksel tegen de nestwand zodat meer vocht kan verdampen en de luchtvochtigheid toeneemt.
Een termietenheuvel staat bloot aan verschillende gevaren, zoals overvloedige regenval en langdurige hitte. Regenval is met name gevaarlijk voor de cementachtige nesten omdat de harde laag zacht wordt en het bouwmateriaal wordt weggespoeld. Nesten die van kartonachtig materiaal zijn gemaakt zijn beter bestand tegen regen. Vaak hebben nesten die op de grond gelegen zijn uitstekende, dakpanachtige structuren die schuin omlaag zijn gericht. Deze dienen om het regenwater zo snel mogelijk af te voeren. Er zijn ook termieten die een paddenstoel-achtig nest bouwen om dezelfde reden. De buitenzijde van het nest heeft vaak een cement-achtige laag. De substantie is bij de meeste nestheuvel-bouwende soorten alleen met veel kracht kapot te maken. Dieren die termietenheuvels kunnen openbreken hebben altijd zeer krachtige poten, een voorbeeld zijn de aardvarkens. Zie ook onder het kopje Vijanden.
Termieten zijn wat betreft de vorm van het nest op te delen in drie groepen.

### Kleinere nesten en boomnesten

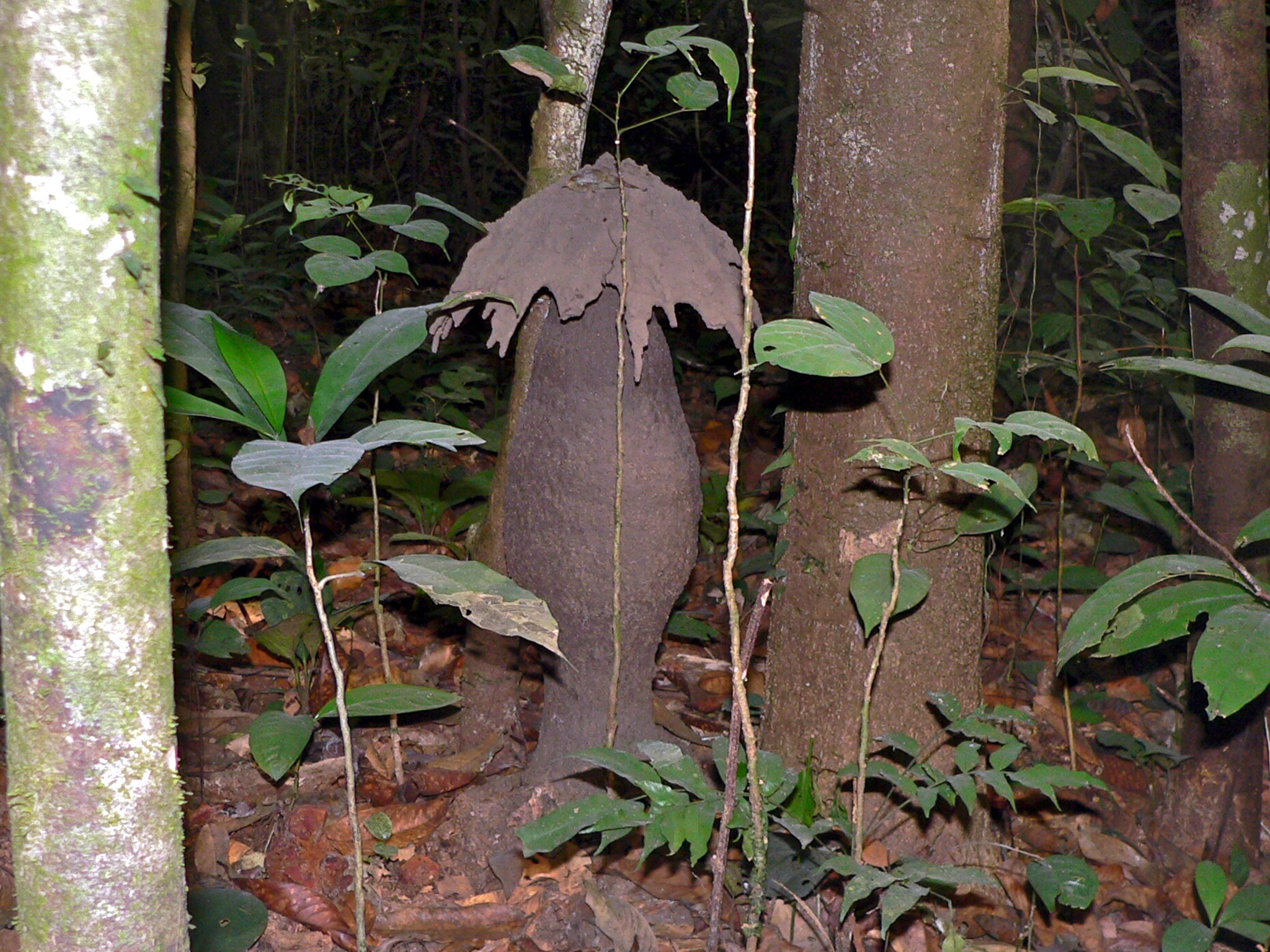
Een paddenstoelvormig nest van een soort uit het geslacht Cubitermes (Kameroen).

Er zijn ook termieten die geen zichtbaar bovengronds nest bouwen, maar leven in permanente, grotendeels ondergrondse bouwsels, vergelijkbaar met een mierenhoop. De meeste soorten worden door dergelijke tunnels goed beschermd bij het zoeken naar voedsel. Slechts enkele soorten maken geen gebruik van tunnels en gaan onbeschermd op pad. Bij deze laatste soorten is het lichaam zelf aanzienlijk beter beschermd door een relatief dik pantser van sclerieten op de rug- en buikzijde.
Een aantal soorten maakt permanente nesten die eruitzien als een paddenstoel of produceren ronde nesten die in bomen worden gefabriceerd, zoals Nasutitermes arborum. Ook worden nesten gemaakt in mangroven waarbij de termieten het nest zo construeren dat het de hoogwaterlijn net niet raakt. Dergelijke mangrove- en boomnesten zijn vaak bolvormig en hangen op enige hoogte. Het nest is vaak met tunnels verbonden naar de voedselbronnen. Dergelijke tunnels bestaan uit substraatdeeltjes die vermengd zijn met speeksel.

### Tijdelijke nesten

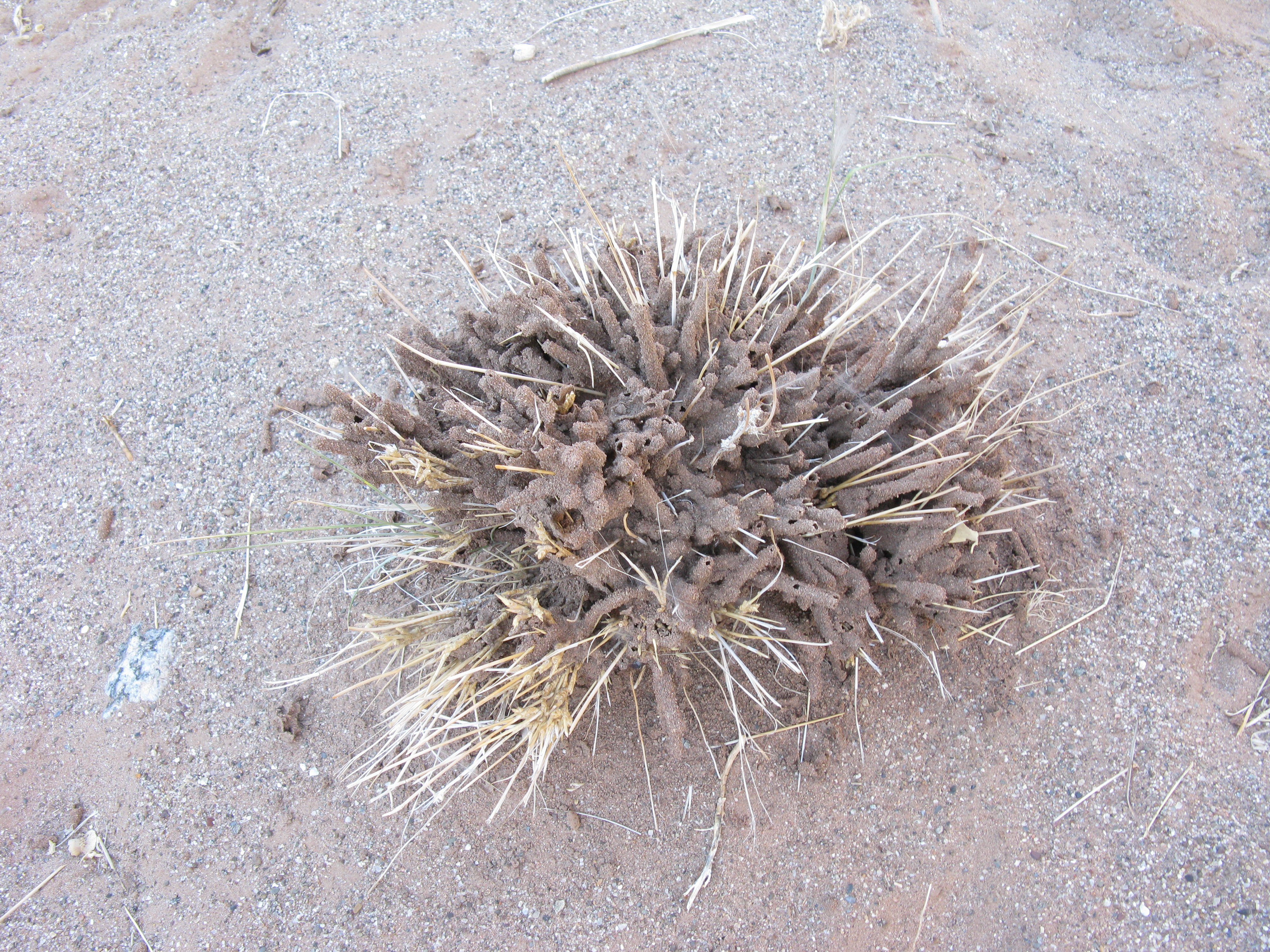
Soorten uit het geslacht Psammotermes maken een tijdelijk nest rondom plantenstengels.

Andere termieten maken een tijdelijk nest van houtpulp dat om het voedsel heen wordt gefabriceerd. Als de voedselbron is uitgeput wordt het nest verlaten en gaan de termieten op zoek naar een nieuwe voedselbron en wordt een nieuw nest gebouwd. Vertegenwoordigers van deze laatste groep leiden een nomadisch bestaan. De nesten van dergelijke soorten bestaan uit een schil van papierachtig materiaal rond een boomstam of de takken van een plant waarvan de termieten leven. Het nest wordt dus om het voedsel heen gebouwd zodat de termieten niet op zoek hoeven naar eten.
Bij sommige wordt er geen expliciet nest gebouwd maar wonen de termieten in een boomstam of andere houten objecten waarin gangen gegeten worden. Dergelijke kolonies zijn berucht omdat ze gebouwen kunnen aantasten zonder dat er een zichtbaar nest is. Hierdoor kunnen dergelijke soorten houten draagmuren en heipalen aanvreten zonder te worden opgemerkt en grote schade veroorzaken. Een voorbeeld van een dergelijke soort is de geelhalstermiet (Kalotermes flavicollis). Als het voedsel op raakt verplaatsen ze zich naar de volgende voedselbron en maken daar een nieuw verblijf. Het oude onderkomen is volledig kaalgevreten en vergaat snel.

### Termietenheuvels

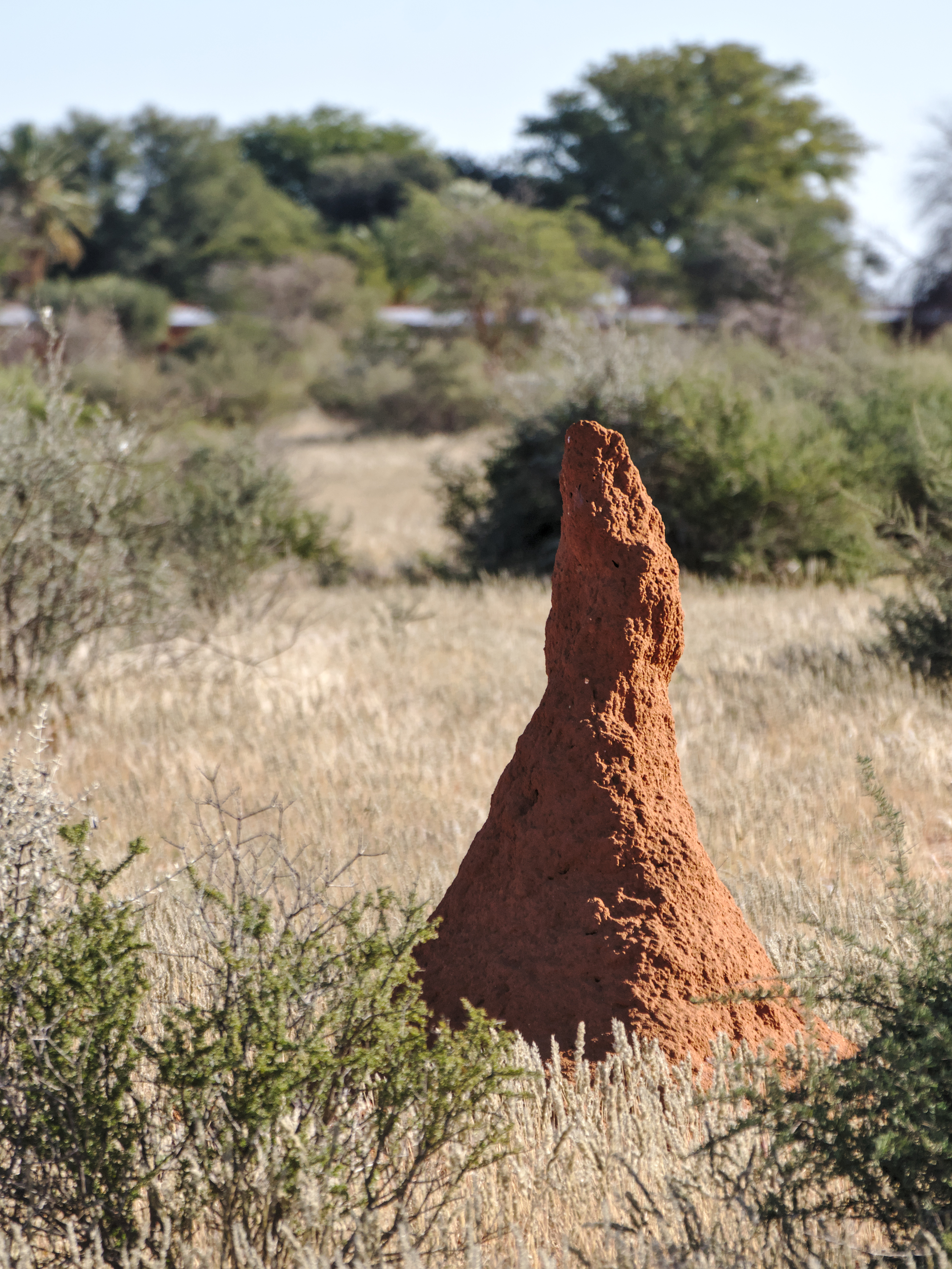
Een termietenheuvel in de Kalahariwoestijn, Namibië

Het bekendst zijn de heuvelbouwende termieten die in een permanent nest leven. Deze soorten maken een kathedraal-achtige heuvel dat vele kamers en gangen en daarnaast ook verticale ventilatieschachten bevat. Het nest van dergelijke permanente bewoners soorten kan behoorlijk groot worden. Een termietenheuvel kan een doorsnede hebben van dertig meter maar dergelijke nesten worden meestal niet hoger dan zes meter. De hoogste termietenheuvel die ooit is opgemeten had een hoogte van 12,8 meter en werd gevonden in Congo-Brazzaville. Het bovengrondse deel is vaak duidelijk zichtbaar in het landschap. In sommige streken komen zoveel termietenheuvels voor dat het landschap doet denken aan een uitgestrekt kerkhof.
Het nest wordt geproduceerd door het speeksel te mengen met bodemdeeltjes. Het mengsel hardt uit als het opdroogt en vormt een zeer harde, cementachtige laag die bestand is tegen de soms sterke wind en hevige regen in de streken waar termieten leven. Alleen de buitenwand van het nest wordt voorzien van een dergelijke harde laag, de binnenzijde van het nest bestaat uit een zachtere massa waarin talloze kleinere cellen zijn gelegen die verbonden zijn met kleine gangen. Het geheel heeft een sponsachtige matrix en bevat relatief veel lucht. Termieten gebruiken hiervoor half verteerde plantendelen die worden uitgescheiden om binnenste nestmateriaal te maken. Dit materiaal is veel zachter en lijkt op karton.
Soorten uit de families Termitidae, Rhinotermitidae en Hodotermitidae hebben zich het sterkst gespecialiseerd in het bouwen van uitgebreide heuvels. De absolute specialisten zijn de vertegenwoordigers van de familie Termitidae en meer specifiek die uit de onderfamilie Macrotermitinae. Deze termieten bouwen niet alleen een groot nest maar slagen er ook in om een schimmelkwekerij te onderhouden die de termieten van voedsel voorziet. De termietenheuvels van de Macrotermes- soorten worden beschouwd als een van de meest complexe bouwstructuren in de natuur.

### Thermoregulatie

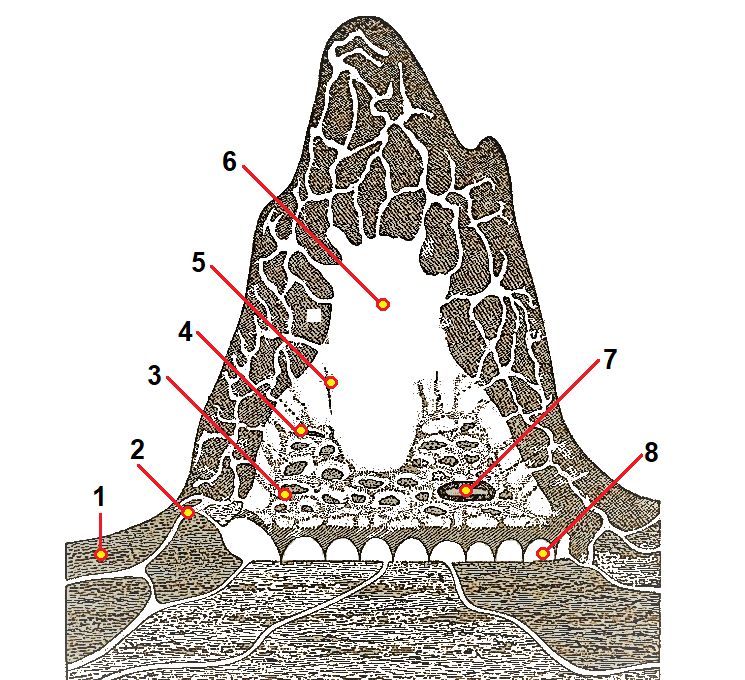
Schematische doorsnede van een termietennest van een soort die schimmels kweekt
----

Termieten zijn stenotherm, dit wil zeggen dat ze een kleine temperatuurtolerantie hebben. Onder extreme omstandigheden zoals bij hitte of juist zeer lage temperaturen trekken de termieten naar het centrum van het nest waar de omstandigheden stabieler zijn. Als de omstandigheden veranderen, bijvoorbeeld als het afkoelt na een hete dag of de zon opkomt na een koude nacht, verspreiden de termieten zich naar de buitenzijde van het nest. Termieten vertonen aldus een actieve vorm van thermoregulatie door zich te verplaatsen om de lichaamstemperatuur aan te passen. De temperatuur van het nest fluctueert aan de buitenzijde als gevolg van convectie.
De Australische kompastermiet (Amitermes meridionalis) maakt een termietenheuvel met een opstaande kam die altijd van noord naar zuid gericht is. De bolle zijde van het nest is steeds naar het oosten gericht en het holle deel naar het westen. Hierdoor warmt het nest niet te snel op in de zon, bovendien is de bolle zijde van het nest beter bestand tegen winderosie. De termieten maken gebruik van de windrichting om de nesttemperatuur te handhaven. Dergelijke nesten worden door de lokale bevolking als kompas gebruikt.
De verschillende verteringsprocessen van de termieten in het nest leiden tot emissie van waterdamp en koolzuurgas dat aan de lucht wordt afgegeven. In het nest is de luchtvochtigheid altijd hoog. Het CO2 percentage in het nest schommelt tussen ongeveer vijf tot vijftien procent. Voor een mens zou een dergelijke concentratie snel tot bewusteloosheid leiden. Termieten hebben zich aangepast aan het leven in een omgeving met een laag gehalte aan zuurstof en een verhoogde concentratie CO2.
Termietennesten in savannes en bladverliezende loofbossen worden veel groter dan die in de tropen. Dit komt omdat termieten in de tropen veel concurrentie ondervinden van andere insecten. Het aantal termieten per nest verschilt van soort tot soort, de leeftijd van een kolonie speelt een belangrijke rol. In oudere nesten leven in de regel veel meer termieten dan in jongere kolonies. De grotere kolonies kunnen miljoenen exemplaren bevatten.

## Relatie met de mens
Termieten spelen een grote rol in de menselijke cultuur, zo zijn ze verantwoordelijk voor grote schade aan gebouwen en in de landbouw maar daarnaast kennen de insecten ook verschillende nuttige toepassingen. Tientallen soorten worden gebruikt als voedsel en enkele zelfs als medicijn en daarnaast spelen termieten soms een positieve rol in de land- en tuinbouw.

### Voedsel en medicijn

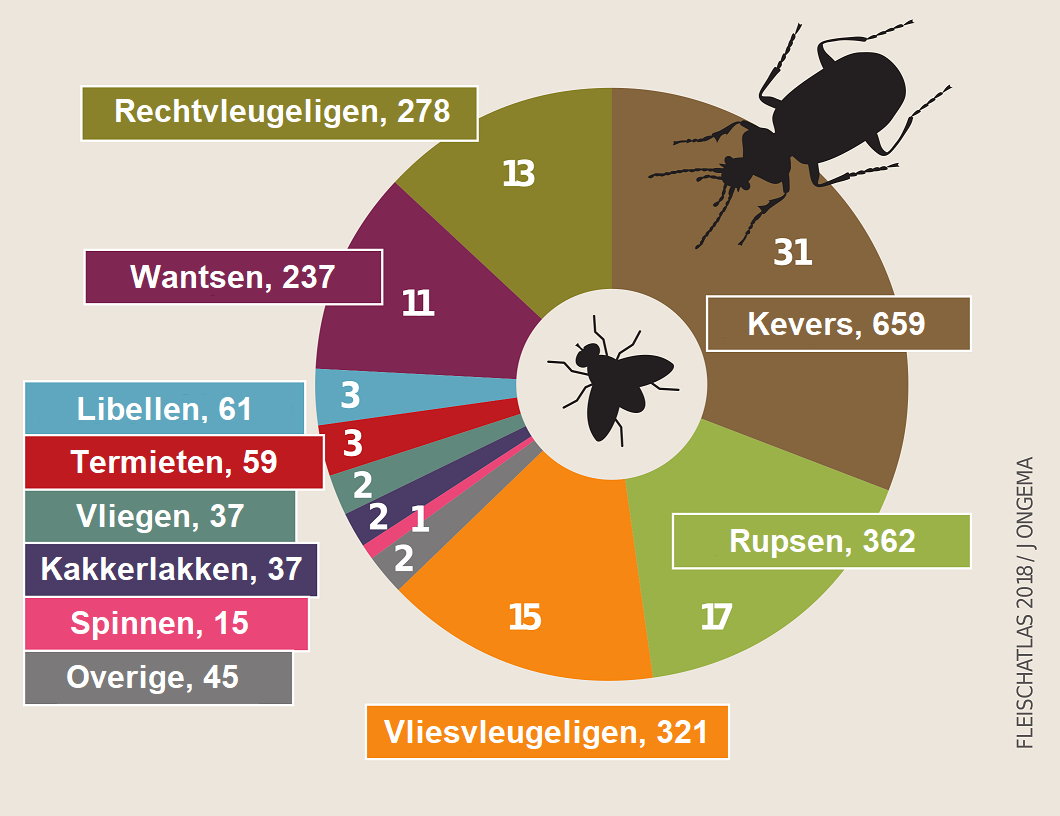
Diagram van insecten die gebruikt worden als voedsel met de percentages in de cirkel, het aantal soorten wordt vermeld naast de diergroep

Termieten worden in verschillende landen in Azië en Afrika op grote schaal aangeboden op lokale markten als proteïnerijke voedselbron. De lokale bevolking eet al generaties lang termieten als een aanvulling op het conventionele voedsel. Met name in tijden van voedselschaarste zijn termieten gewild en gaan mensen actief op zoek naar nesten om aan voedsel te komen. Het eten van insecten wordt wel entomofagie genoemd. Wereldwijd worden 45 soorten termieten gebruikt als voedsel. De termieten worden hiervoor ontdaan van hun lichaamsuitsteeksels en vervolgens gebakken of gefrituurd voordat ze worden opgegeten. De grotere koninginnen worden als een delicatesse beschouwd en worden vaak levend opgegeten. Een aantal soorten wordt ook wel gevangen en verwerkt tot veevoer als bron van proteïnen. Termieten worden in het wild gevangen en verwerkt als voedsel voor bepaalde huisdieren, zoals vogels en kikkers. Vooral de geslachtsrijpe, gevleugelde dieren zijn populair omdat ze een eiwitrijke voedselvoorraad bij zich dragen.
Daarnaast zijn er negen soorten die gebruikt worden als alternatief medicijn, het gebruik van insecten om de gezondheid te bevorderen wordt wel entomotherapie genoemd. De soort Hodotermes mossambicus wordt bijvoorbeeld ingezet tegen kinderziektes in Zambia, Macrotermes bellicosus wordt gebruikt bij het genezen van hechtingen in Somalië. Aan Pseudacanthotermes spiniger worden in Brazilië bacteriedodende en schimmelwerende eigenschappen toegedicht en de soort Nasutitermes macrocephalus zou in India een hele reeks aan klachten verhelpen of verzachten variërend van reuma, lichaamspijnen en zweren tot bloedarmoede. Van geen enkele termietensoort is wetenschappelijk bewijs gevonden dat het gebruik ervan zou helpen tegen dergelijke ziektes.

### Landbouw
Termieten en hun nesten kunnen ook worden gebruikt voor landbouw- en visserijdoeleinden. In verschillende landen in Azië worden de nestheuvels van termieten gedolven en gebruikt als kunstmest. De termieten zelf worden ingezet als voedsel voor jonge vissen in viskwekerijen. Uit een onderzoek in Laos bleek dat het grootschalig gebruik van de termieten en hun heuvels voor agrarische doeleinden niet duurzaam is omdat de termieten de nesten niet snel genoeg kunnen herstellen.
Termieten hebben als voordeel dat ze vele ondergrondse tunnels graven waardoor het regenwater dieper in de bodem komt en zich beter verspreidt. Het water wordt ook beter vastgehouden door de spons-achtige nesten van de insecten wat de plantengroei ten goede komt, met name in drogere klimaten. Daarnaast zetten termieten dood hout om in essentiële mineralen die voor planten makkelijker op te nemen zijn.

### Didgeridoo
Termieten spelen een rol in de Aboriginal-cultuur, de oorspronkelijke didgeridoos bestonden uit takken van de Eucalyptus-plant die van binnenuit zijn uitgehold door termieten. Onder andere de soort Coptotermes acinaciformis is verantwoordelijk voor het wegknagen van het binnenste van de takken van de planten.
Volgens kenners zijn holle Eucalyptus-stammen die door termieten zijn gecreëerd beter van kwaliteit dan een kunstmatig uitgeholde stam. Dit komt omdat de insecten de binnenzijde van de stam hebben bekleed met een laagje speeksel om de gifstoffen in de bast te isoleren. Bovendien is het kunstmatig uithollen van een gekrulde stam zeer lastig, terwijl de kleine termieten hier geen enkele moeite mee hebben. Zodoende zou een door een termieten uitgeholde stam een aanzienlijk beter geluid bieden.

## Termieten als plaag
| Jaarlijkse schade in miljoenen US$ | Jaarlijkse schade in miljoenen US$ |
| ---------------------------------- | ---------------------------------- |
| Australië                          | 1500                               |
| China                              | 1000                               |
| Frankrijk                          | 500                                |
| India                              | 35120                              |
| Indonesië                          | 1000                               |
| Japan                              | 800-1000                           |
| Filipijnen                         | 100                                |
| Thailand                           | 500                                |
| Verenigde Staten                   | 11000                              |

Verreweg de meeste termieten leven diep in de regenwouden of hebben een betrekkelijk klein verspreidingsgebied waardoor ze zelden in aanraking komen met mensen. Een aantal soorten echter staat bekend als schadelijk tot zeer schadelijk omdat ze houten gebouwen, kunstvoorwerpen of plantengewassen aantasten. In 1949 werden ze ontdekt in de Vaticaanse Bibliotheek, niet alleen de houten delen van het gebouw waren aangetast maar ook manuscripten en boeken. 
Termieten tasten verschillende gewassen aan, waarbij soms hele plantages worden aangevreten. Voorbeelden van planten die schade kunnen ondervinden zijn suikerriet, tabaksplanten, rijst, maïs, graan en katoen. Ook zaad- of vruchtdragende planten en groenten kunnen worden aangetast, zoals tomaat, papaja, guave, peper, aardappel, cassave, citroen, druif, banaan, mango, moerbei, ananas, zonnebloemen, sesam en verschillende soorten bonen.
Naast plantendelen worden verschillende andere stoffen aangeknaagd zoals zachte plastics, bouwschuim en sommige metalen. De termieten knagen dergelijke materialen alleen aan om er tunnels van te bouwen van hun nest naar voedselbronnen. Plastics en andere kunststoffen zijn onverteerbaar en de termieten eten het materiaal niet op maar kauwen het fijn en zetten het af als omhulsel voor de tunnels. Hierdoor kunnen ze zich onbespied verplaatsen van voedselarme naar voedselrijke locaties. Zodra een dergelijke schuiltunnel een plek bereikt waar veel voedsel te vinden is wordt deze uitgebouwd. Van een Zootermopsis-soort is bekend dat de termieten in een glazen pot werden gehouden met een rubberen pakking onder het deksel. De termieten knaagden vervolgens de pakking weg zodat de pot niet langer luchtdicht was en ze konden ontsnappen. Termieten kunnen ook de plastic omhulsels van elektrische kabels en isolatieschuim aantasten. In sommige gebieden moesten moderne ondergrondse kabels weer vervangen worden door bovengrondse kabels op palen om te voorkomen dat de isolatie zou worden weggevreten door termieten.

### Australië
Veel oude grotschilderingen van de Aboriginals in Australië zijn aangetast of vernietigd door de vraatzucht van de dieren. Een van de beruchtste soorten is de Australische Coptotermes acinaciformis, die van onderaf gebouwen aantast maar zich meerdere etages naar boven kan eten. Deze termiet kan via ondergrondse tunnels andere gebouwen besmetten tot op een afstand van vijftig meter. De soort kan zelfs houten boten aantasten die op het water drijven. In het noorden van Australië komt een soort voor die zelfs de loden isolatie van ondergrondse kabels wegvreet.

### Afrika
Termieten zijn al sinds de oudheid bekend als beruchte plaaginsecten. De Egyptische farao's lieten bijvoorbeeld zeer prijzige houtsoorten uit Azië overkomen waarvan bekend was dat termieten deze niet lustten. Zo waren ze ervan verzekerd dat hun sarcofagen niet binnen korte tijd werden opgegeten. Termieten zijn met name schadelijk in arme landen in Afrika en Azië omdat ze de lemen of houten huizen aantasten van een toch al arme bevolking. Huizen die gemaakt zijn van klei of leem zijn vaak verstevigd met stro en termieten zijn hier verzot op. Als een dergelijk bouwsel sterk wordt aangetast kan het uiteindelijk instorten. Ook in ontwikkelde landen kunnen termieten voor ernstige schade zorgen. In houten huizen blijven de nesten, die wel een miljoen termieten kunnen huisvesten, vaak onopgemerkt tot de schade te groot is om nog te repareren. De insecten hebben ook vele kunstobjecten vernietigd door hun hout-etende levenswijze, zo zijn vele Afrikaanse kunstschatten zoals Afrikaanse maskers en totempalen verloren gegaan. 

### Verenigde Staten
In de Verenigde Staten is de schade van termieten jaarlijks groter dan die van alle branden en overstromingen tezamen. Meer dan tachtig soorten in verschillende werelddelen worden beschouwd als een ware plaag voor de mens. In de Verenigde Staten veroorzaken termieten per jaar voor zo'n elf miljard Amerikaanse dollar aan schade en wereldwijd worden de kosten geschat op veertig miljard dollar per jaar. Ongeveer 600.000 huizen worden jaarlijks aangetast en de huiseigenaren betalen gezamenlijk ongeveer vijf miljard dollar aan reparatiekosten.

### Bestrijding

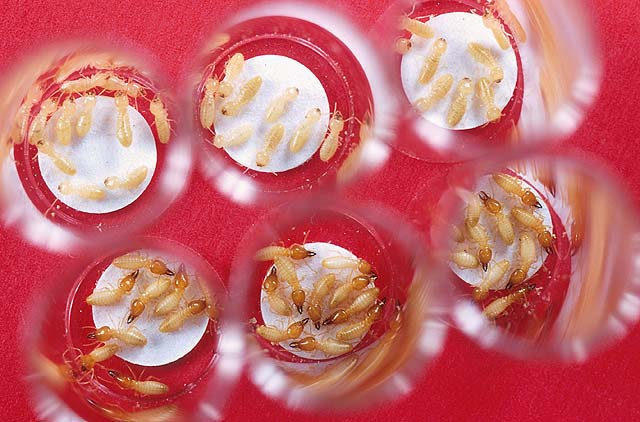
Testopstelling waarin werkers (bovenste rij) en soldaten (onder) worden getest. De witte plaatjes onderin de buisjes bevatten verschillende insecticiden die getest worden op de dieren.

De belangrijkste methode om termieten te bestrijden is het periodiek monitoren van gebouwen op de aanwezigheid van nesten voordat deze de gehele structuur aan kunnen tasten.
Als ze zich reeds gevestigd hebben kunnen termieten bestreden worden door vallen uit te zetten met hout als lokmiddel. Als het hout is aangevreten wordt het vervangen door papier dat met een insecticide is geïmpregneerd. Meestal worden middelen gebruikt die de vervelling belemmeren zodat de jonge arbeiders sterven en uiteindelijk de gehele kolonie ten gronde gaat. Een meer recente methode is het inzetten van een afgeleide van een suikermolecuul genaamd GDL (glucono delta-lacton). Deze verbinding tast het immuunsysteem van de termieten aan waardoor ze zeer vatbaar worden voor schimmels en de kolonie snel ten gronde gaat. De stof is voor andere dieren niet giftig en wordt gemakkelijk afgebroken.
Om het aantal termieten binnen een kolonie te kunnen schatten wordt een bekend aantal termieten een paarse kleurstof te eten gegeven waardoor de termieten zelf paars gekleurd worden. Als ze zich gemengd hebben tussen de andere termieten hoeft enkel nog het percentage paarse termieten bepaald te worden, en kan daaruit het totale aantal termieten geschat worden. Afhankelijk van de locatie van de kolonie en het aantal bewoners ervan kunnen andere bestrijdingsmiddelen worden ingezet zoals elektrocutie, verhitting, bevriezing of vergassing.

## Termieten in dierentuinen
Termieten zijn lastig te kweken buiten hun natuurlijke omgeving en zelfs voor dierentuinen is een termietenkolonie moeilijk in stand te houden. Dierentuin Artis in Amsterdam haalde in juli 2006 een termietenkolonie in huis en was hiermee de enige Nederlandse dierentuin met een echte termietenheuvel. Het nest woog ongeveer 200 kilogram, was 90 centimeter hoog en herbergde ongeveer 40.000 termieten inclusief een koningin en koning. In het insectarium was een sloot om de heuvel heen gemaakt, zodat de termieten niet konden ontsnappen. De kolonie is inmiddels uit de collectie gehaald. De Zwitserse dierentuin Tierpark Dählhölzli in Bern is tegenwoordig een van de Europese dierentuinen met een termietenkolonie, meer specifiek van de soort Macrotermes bellicosus. De Zoo Basel huisvest een kolonie van de termiet Macrotermes subhyalinus.

## Lijst van families
Er zijn ongeveer drieduizend moderne soorten bekend die volgens de moderne inzichten verdeeld worden in negen families. De uitgestorven families zijn weggelaten.
| Familie          | Auteur                          | Levenswijze | Aantal soorten                                        | Voorbeeldsoort             | Afbeelding                       |
| ---------------- | ------------------------------- | --- | ----------------------------------------------------- | -------------------------- | -------------------------------- |
| Archotermopsidae | Engel, Grimaldi & Krishna, 2009 | Een primitieve groep van termieten die vroeger tot de familie Termopsidae werd gerekend. Kleine nesten, alle soorten leven van dood hout. | Zes soorten in drie geslachten                        | Zootermopsis nevadensis    |                                  |
| Hodotermitidae   | Desneux, 1904                   | Oogstende termieten | 21 soorten in drie geslachten                         | Hodotermes mossambicus     |                                  |
| Kalotermitidae   | Froggatt, 1897                  | Drooghouttermieten | 469 soorten in 23 geslachten                          | Kalotermes flavicollis     |                                  |
| Mastotermitidae  | Desneux, 1904                   | Primitieve termieten die lijken op kakkerlakken                                                                                           | Een enkel geslacht met één soort                      | Mastotermes darwiniensis   |                                  |
| Rhinotermitidae  | Froggatt, 1897                  | Vochtighout-termieten | 312 soorten in twaalf geslachten                      | Reticulitermes banyulensis |                                  |
| Serritermitidae  | Holmgren, 1910                  | Alleen in Zuid-Amerika, vleugels met één lengte-ader.                                                                                     | Drie soorten in twee geslachten                       | Serritermes serrifer       | Plaats uw zelfgemaakte foto hier |
| Stolotermitidae  | Holmgren, 1910                  | Een kleine familie die vroeger tot de Termopsidae werd gerekend.                                                                          | Tien soorten in twee geslachten                       | Stolotermes ruficeps       |                                  |
| Stylotermitidae  | Holmgren & Holmgren, 1917       | Twee geslachten zijn uitgestorven, alleen het geslacht Stylotermes kent nog moderne vertegenwoordigers.                                   | Een geslacht met 45 soorten                           | †Prostylotermes kamboja    |                                  |
| Termitidae       | Latreille, 1802                 | De grootste familie van termieten, driekwart van alle soorten behoort tot deze groep.                                                     | 2105 soorten in 265 geslachten en acht onderfamilies. | Odontotermes badius        |                                  |